# Liste der Biografien/Hall
Liste der Biografien |
Portal Biografien |
Personensuche
# |
A |
B |
C |
D |
E |
F |
G |
H |
I |
J |
K |
L |
M |
N |
O |
P |
Q |
R |
S |
T |
U |
V |
W |
X |
Y |
Z |
?
 
Ha |
Hd |
He |
Hi |
Hj |
Hk |
Hl |
Hm |
Hn |
Ho |
Hr |
Hs |
Ht |
Hu |
Hv |
Hw |
Hy
 
Haa |
Hab |
Hac |
Had |
Hae–Haf |
Hag |
Hah |
Hai |
Haj |
Hak |
Hal |
Ham |
Han |
Hao |
Hap |
Haq |
Har |
Has |
Hat |
Hau |
Hav |
Haw |
Hax |
Hay |
Haz
 
Hala |
Halb |
Halc |
Hald |
Hale |
Half |
Halg |
Halh |
Hali |
Halj |
Halk |
Hall |
Halm |
Halo |
Halp |
Hals |
Halt |
Halu |
Halv |
Halw |
Haly |
Halz
Die Liste der Biografien führt alle Personen auf, die in der deutschsprachigen Wikipedia einen Artikel haben. Dieses ist eine Teilliste mit 948 Einträgen von Personen, deren Namen mit den Buchstaben „Hall“ beginnt.

## Hall

### Hall D
- Hall de Asturias, Elisa (1900–1982), guatemaltekische Autorin

### Hall R
- Hall Ramírez, Adolfo Venancio (1866–1885), guatemaltekischer Soldat und Kriegsheld

### Hall, A – Hall, Z

#### Hall, A
- Hall, A. Oakey (1826–1898), US-amerikanischer Politiker, Rechtsanwalt, Schriftsteller, Zeitungsreporter
- Hall, Adam (* 1980), US-amerikanischer Basketballspieler
- Hall, Adam (* 1980), US-amerikanischer Eishockeyspieler
- Hall, Adelaide (1901–1993), US-amerikanische Jazz-Sängerin
- Hall, Ahmard (* 1979), US-amerikanischer Footballspieler
- Hall, Al (1915–1988), US-amerikanischer Jazzbassist
- Hall, Alaina Reed (1946–2009), US-amerikanische Schauspielerin und Sängerin
- Hall, Alan (1952–2015), britischer Zellbiologe
- Hall, Albert (1934–2008), US-amerikanischer Hammerwerfer
- Hall, Albert (* 1937), US-amerikanischer Schauspieler
- Hall, Albert R. (1884–1969), US-amerikanischer Politiker
- Hall, Aleksander (* 1953), polnischer Politiker und Historiker, Mitglied des Sejm
- Hall, Alexander (1880–1943), schottischer Fußballspieler
- Hall, Alexander (1894–1968), US-amerikanischer Filmregisseur und Filmeditor
- Hall, Alexander (* 1998), US-amerikanischer Freestyle-Skisportler
- Hall, Allen (* 1946), US-amerikanischer Spezialeffektkünstler, Oscarpreisträger
- Hall, Andrew (* 1951), anglo-amerikanischer Hedgefonds-Manager
- Hall, Ann (1792–1863), britische Malerin
- Hall, Anna (* 2001), US-amerikanische Siebenkämpferin
- Hall, Anna Maria (1800–1881), irisch-britische Schriftstellerin
- Hall, Anthony (* 1950), US-amerikanischer Speerwerfer
- Hall, Anthony Michael (* 1968), US-amerikanischer Schauspieler und FilmproduzentAnthony Michael Hall (* 1968)

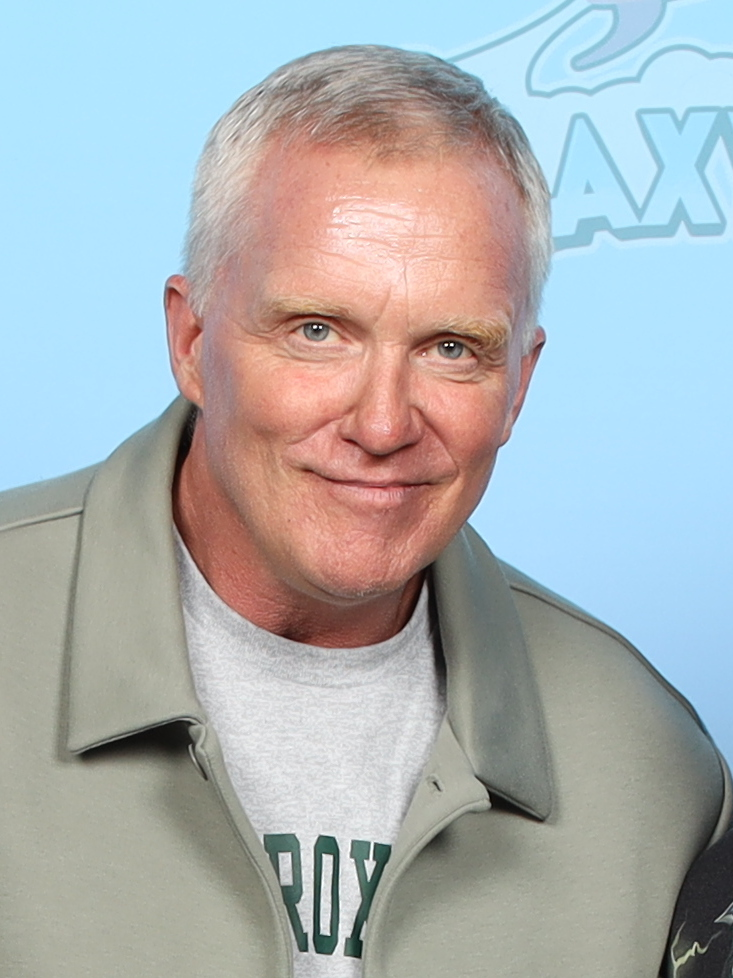
Anthony Michael Hall (* 1968)

- Hall, Arman (* 1994), US-amerikanischer Sprinter
- Hall, Arsenio (* 1956), US-amerikanischer Schauspieler und Comedian
- Hall, Arthur Lewis (1872–1955), britisch-südafrikanischer Geologe
- Hall, Asaph (1829–1907), US-amerikanischer Astronom, Entdecker der Monde des Planeten Mars, Phobos und Deimos
- Hall, Augustus (1814–1861), US-amerikanischer Politiker
- Hall, Austin (1880–1933), amerikanischer Western-, Science-Fiction- und Fantasy-Autor

#### Hall, B
- Hall, Barbara (* 1946), 61. Bürgermeisterin von Toronto
- Hall, Barrie Lee junior (1949–2011), US-amerikanischer Jazzmusiker und Arrangeur
- Hall, Basil (1788–1844), britischer Seemann und Reisender
- Hall, Ben (1837–1865), australischer Bushranger
- Hall, Ben (1879–1963), englischer Fußballspieler und -trainer
- Hall, Ben (* 1924), US-amerikanischer Country- und Rockabilly-Sänger
- Hall, Benton Jay (1835–1894), US-amerikanischer Politiker
- Hall, Bernd, österreichischer Schauspieler
- Hall, Bob (* 1942), britischer Blues- und Jazz-Pianist
- Hall, Bolling (1767–1836), US-amerikanischer Politiker
- Hall, Brad (* 1958), US-amerikanischer Schauspieler und DrehbuchautorBrad Hall (* 1958)

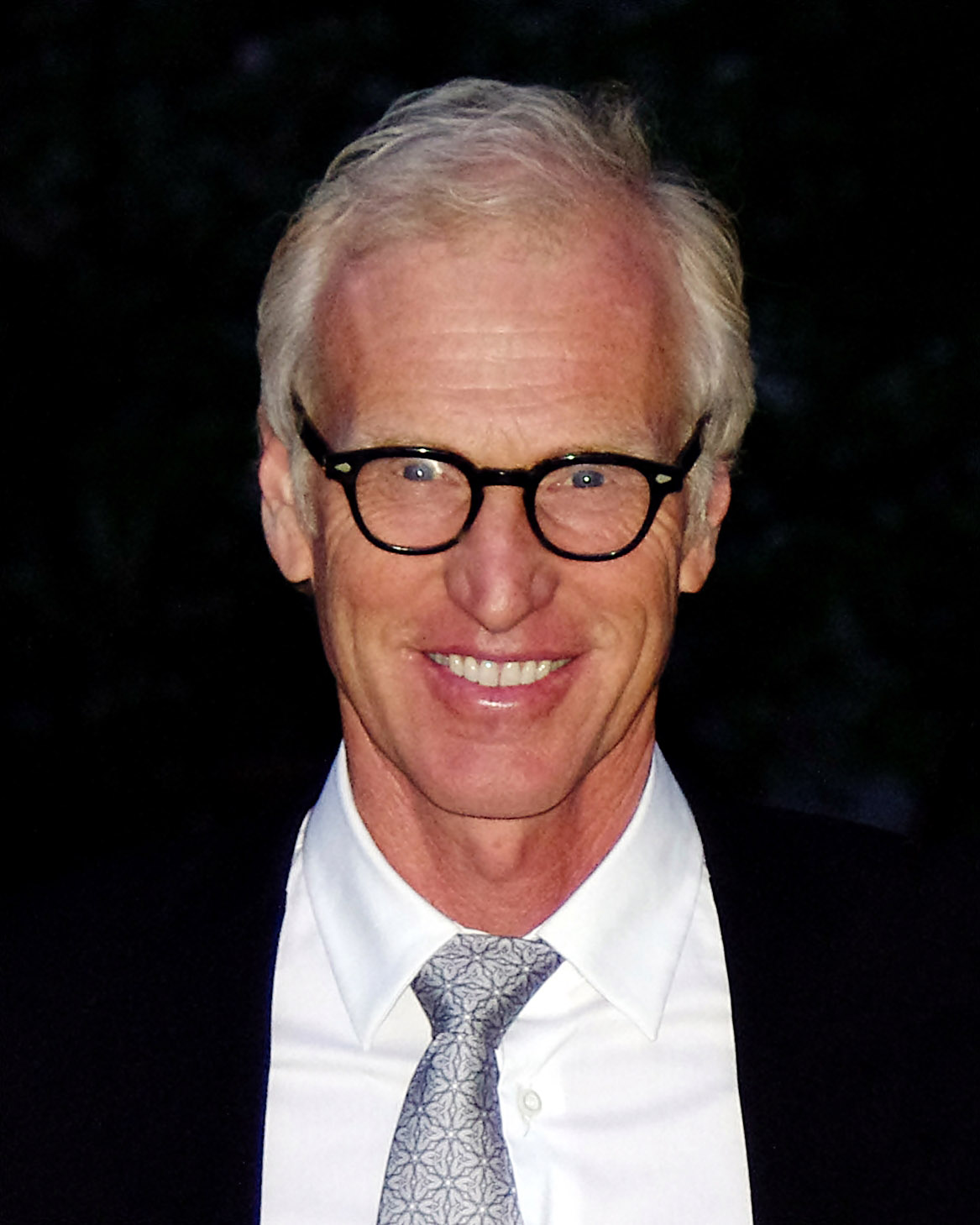
Brad Hall (* 1958)

- Hall, Brad (* 1978), australischer Straßenradrennfahrer
- Hall, Brad (* 1990), britischer Bobfahrer
- Hall, Brandon Micheal (* 1993), US-amerikanischer Schauspieler
- Hall, Breece (* 2001), US-amerikanischer American-Football-Spieler
- Hall, Brian (1946–2015), schottischer Fußballspieler
- Hall, Brian K. (* 1941), australisch-kanadischer Entwicklungsbiologe
- Hall, Bridget (* 1977), US-amerikanisches Fotomodell
- Hall, Bryce (* 1997), US-amerikanischer American-Football-Spieler
- Hall, Bug (* 1985), US-amerikanischer Filmschauspieler

#### Hall, C
- Hall, Calvin S. (1909–1985), US-amerikanischer Tiefenpsychologe und Traumwissenschaftler
- Hall, Carl Christian (1812–1888), dänischer Jurist und Staatsmann
- Hall, Carlotta Case (1880–1949), US-amerikanische Botanikerin
- Hall, Cate (* 1983), US-amerikanische PokerspielerinCate Hall (* 1983)

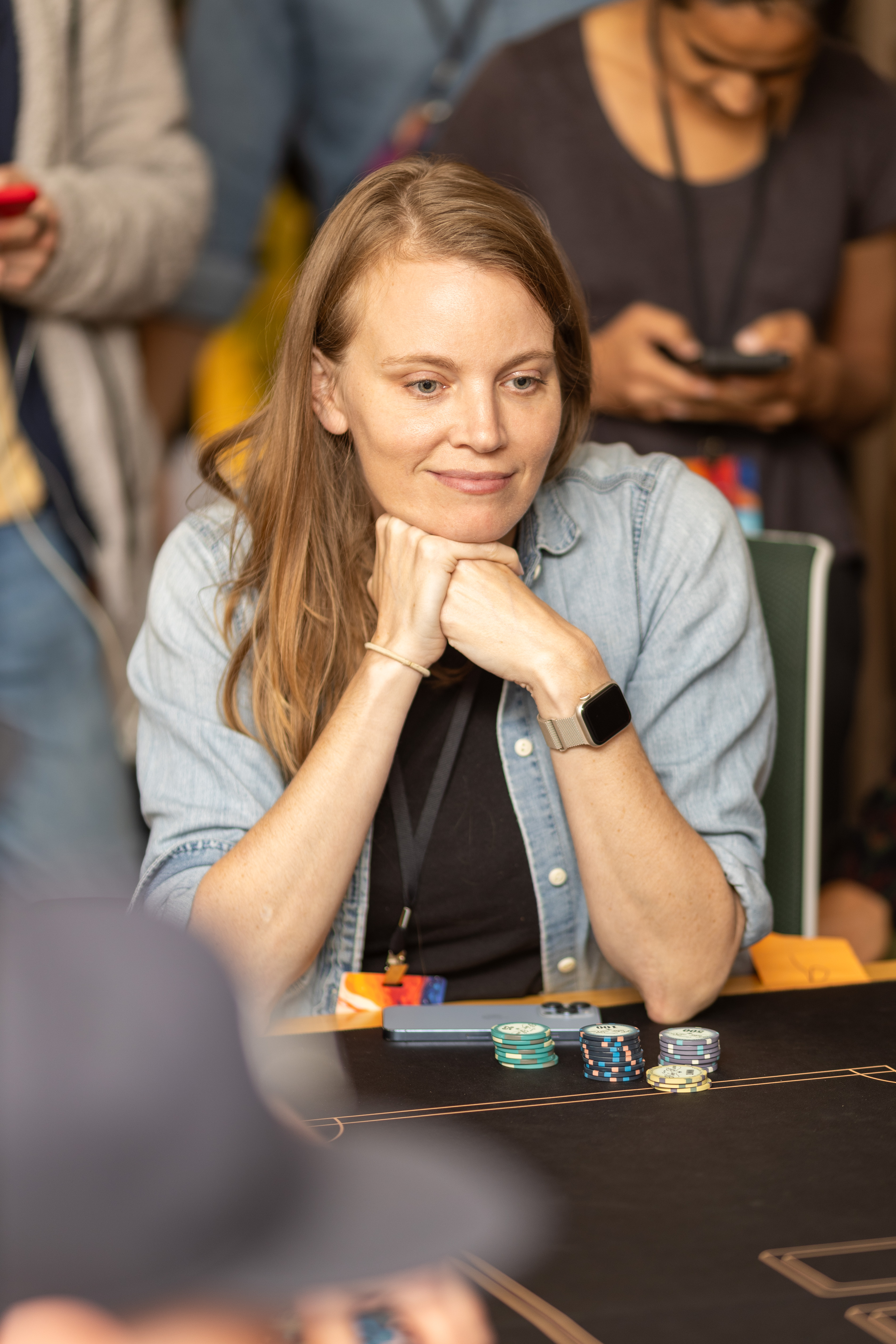
Cate Hall (* 1983)

- Hall, Catherine (* 1946), britische Historikerin
- Hall, Cecelia, US-amerikanische Tontechnikerin
- Hall, Cecil Edwin (1912–1991), britisch-amerikanischer Biophysiker und Professor für Biophysik
- Hall, Chapin (1816–1879), US-amerikanischer Politiker
- Hall, Charles D. (1888–1970), britisch-US-amerikanischer Szenenbildner
- Hall, Charles Francis (1821–1871), US-amerikanischer Polarforscher
- Hall, Charles Henry (1763–1827), britischer anglikanischer Geistlicher und Theologe
- Hall, Charles M. (1924–2016), US-amerikanischer Offizier, Generalleutnant der US-Army
- Hall, Charles Martin (1863–1914), amerikanischer Erfinder, Ingenieur und Unternehmer
- Hall, Charles P. (1886–1953), US-amerikanischer Offizier, Generalleutnant der US Army
- Hall, Charlie (1899–1959), englischer Schauspieler
- Hall, Charlie (* 1997), US-amerikanischer Schauspieler
- Hall, Chester Moor (1703–1771), britischer Jurist und Mathematiker
- Hall, Conrad L (1926–2003), US-amerikanischer Kameramann
- Hall, Conrad W. (* 1958), US-amerikanischer Kameramann
- Hall, Craig (* 1974), neuseeländischer Schauspieler

#### Hall, D
- Hall, Dan (* 1999), australisch-fidschianischer Fußballspieler
- Hall, Dana (* 1969), US-amerikanischer Jazzmusiker (Schlagzeug)
- Hall, Daniel (1891–1979), britischer Historiker
- Hall, Darius (* 1973), US-amerikanischer Basketballspieler
- Hall, Darnell (* 1971), US-amerikanischer Sprinter
- Hall, Darren (* 1965), englischer Badmintonspieler
- Hall, Darryl (* 1963), US-amerikanischer Jazzmusiker
- Hall, Darwin (1844–1919), US-amerikanischer Politiker
- Hall, Daryl (* 1946), US-amerikanischer Pop-SängerDaryl Hall (* 1946)

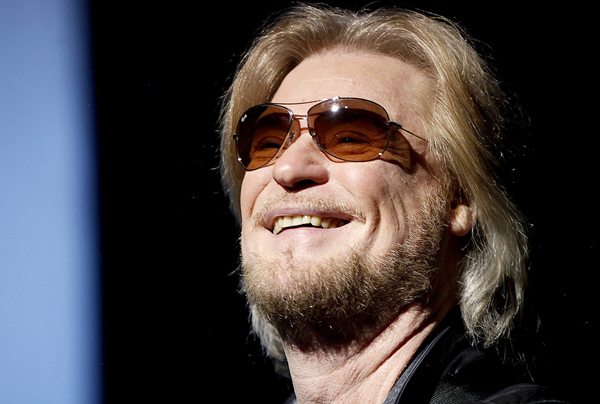
Daryl Hall (* 1946)

- Hall, David (1752–1817), US-amerikanischer Politiker
- Hall, David (1875–1972), US-amerikanischer Leichtathlet
- Hall, David (1930–2016), US-amerikanischer Politiker
- Hall, David (1937–2014), britischer Bildhauer, Installations- und Videokünstler
- Hall, David (* 1970), australischer Rollstuhltennisspieler
- Hall, David McKee (1918–1960), US-amerikanischer Politiker
- Hall, David S. (1905–1964), britischer Szenenbildner
- Hall, Dennis (* 1971), US-amerikanischer Ringer
- Hall, Dieter (* 1955), Schweizer Maler
- Hall, Don (1928–2025), US-amerikanischer Tontechniker
- Hall, Don (* 1969), US-amerikanischer Drehbuchautor und Regisseur
- Hall, Donald (1928–2018), US-amerikanischer Dichter
- Hall, Doreen (1921–2025), kanadische Geigerin und Musikpädagogin
- Hall, Durward Gorham (1910–2001), US-amerikanischer Politiker

#### Hall, E
- Hall, E. Raymond (1902–1986), US-amerikanischer Mammaloge
- Hall, Eddie (* 1988), englischer Strongman
- Hall, Edith (* 1959), britische Klassische Philologin
- Hall, Edmond (1901–1967), US-amerikanischer Jazz-Klarinettist
- Hall, Edward († 1547), englischer Historiker, Anwalt und Chronist
- Hall, Edward N. (1914–2006), US-amerikanischer General, Ingenieur und Initiator des US-Raketenprogramms Minuteman
- Hall, Edward T. (1914–2009), US-amerikanischer Anthropologe
- Hall, Edward Thomas (1924–2001), britischer Physiker
- Hall, Edwin (1855–1938), US-amerikanischer Physiker
- Hall, Edwin Arthur (1909–2004), US-amerikanischer Politiker
- Hall, Elijah (* 1994), US-amerikanischer Sprinter
- Hall, Elise (1853–1924), US-amerikanische Saxophonistin und Mäzenin
- Hall, Eric (1932–2022), britischer Geher
- Hall, Ernest R. (1880–1959), US-amerikanischer Jurist und Politiker
- Hall, Ervin (* 1947), US-amerikanischer Hürdenläufer
- Hall, Eveline (* 1945), deutsche Balletttänzerin, Schauspielerin, Sängerin und ModelEveline Hall (* 1945)

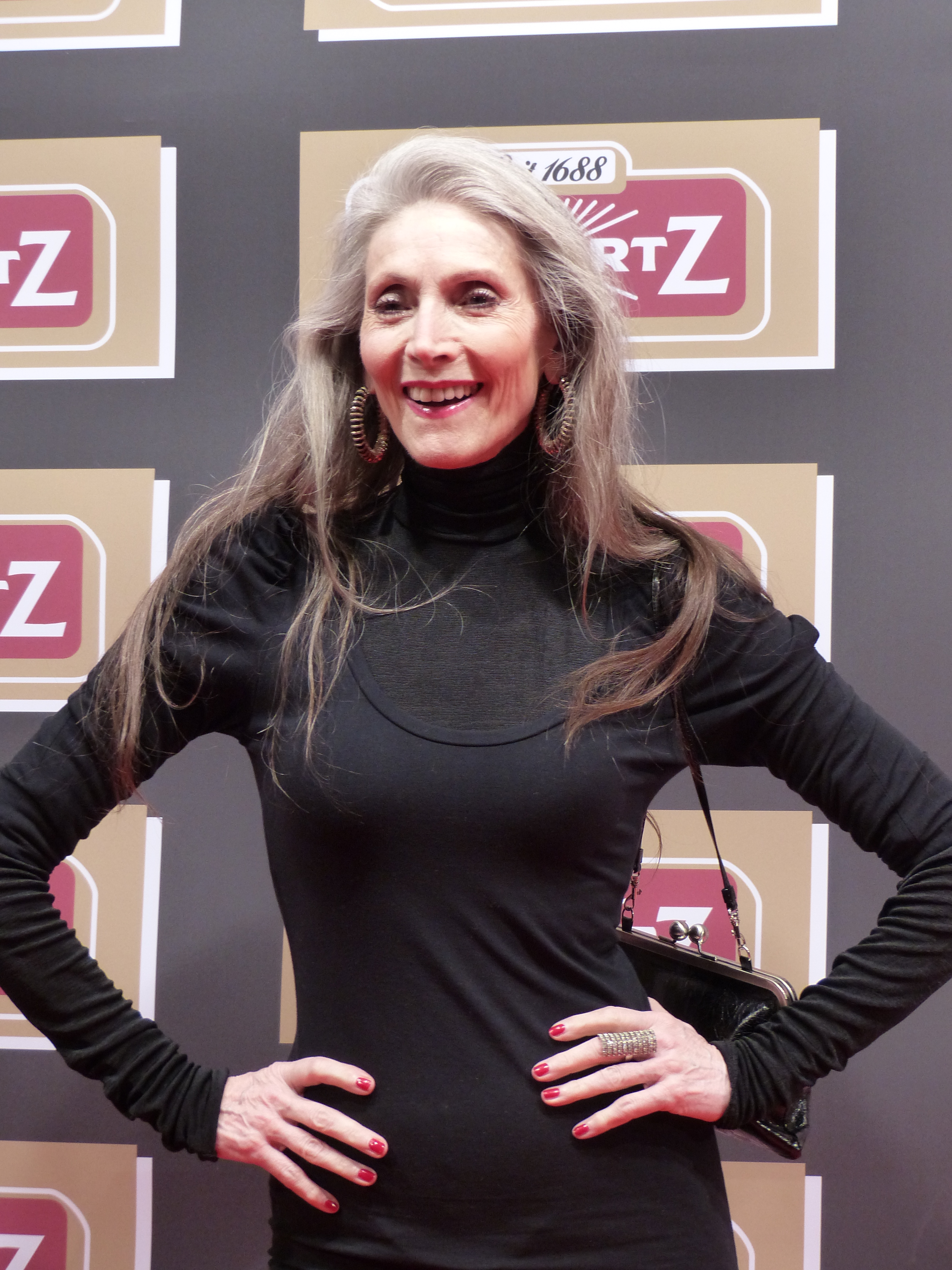
Eveline Hall (* 1945)

- Hall, Evelyn Beatrice (1868–1956), englische Schriftstellerin
- Hall, Evelyne (1909–1993), US-amerikanische Leichtathletin

#### Hall, F
- Hall, Fiona (* 1953), australische Fotografin und Objektkünstlerin
- Hall, Fiona (* 1955), britische Politikerin (Lib Dems), MdEP
- Hall, Fitz (* 1980), englischer Fußballspieler
- Hall, Floris Adriaan van (1791–1866), niederländischer Staatsmann
- Hall, Frank (1865–1939), US-amerikanischer Sportschütze
- Hall, Frank J. (1844–1925), US-amerikanischer Politiker
- Hall, Fred (1898–1954), US-amerikanischer Jazz-Musiker und Orchester-Dirigent
- Hall, Fred (1916–1970), US-amerikanischer Jurist und Politiker
- Hall, Frederick (1902–1988), britischer, römisch-katholischer Bischof
- Hall, Frederick A. (* 1944), kanadischer Musikwissenschaftler und -pädagoge

#### Hall, G
- Hall, Gabriella (* 1966), US-amerikanische Schauspielerin
- Hall, Galen (* 1986), US-amerikanischer Pokerspieler und Hedgefonds-Manager
- Hall, Gary junior (* 1974), US-amerikanischer Schwimmer
- Hall, Gary senior (* 1951), US-amerikanischer Schwimmer
- Hall, George (1770–1840), US-amerikanischer Jurist und Politiker
- Hall, George G. (1925–2018), britischer angewandter Mathematiker und theoretischer Chemiker
- Hall, George Henry (1825–1913), US-amerikanischer Genre-, Porträt- und Stilllebenmaler
- Hall, George, 1. Viscount Hall (1881–1965), britischer Politiker, Abgeordneter des House of Commons und Mitglied des House of Lords
- Hall, Gijs van (1904–1977), niederländischer Politiker (PvdA), Bürgermeister von Amsterdam
- Hall, Gita (1933–2016), schwedisch-US-amerikanisches Model und Schauspielerin
- Hall, Glen (* 1950), kanadischer Jazzmusiker
- Hall, Glenn (* 1931), kanadischer Eishockeyspieler
- Hall, Graham (* 1989), englischer Dartspieler
- Hall, Granville D., US-amerikanischer Politiker
- Hall, Granville Stanley (1846–1924), US-amerikanischer Psychologe
- Hall, Grayson (1922–1985), US-amerikanische Theater- und Filmschauspielerin
- Hall, Gus (1910–2000), US-amerikanischer Politiker (CPUSA)Gus Hall (1910–2000)

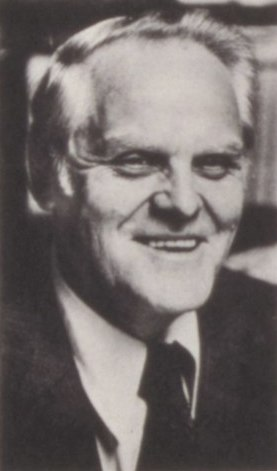
Gus Hall (1910–2000)

#### Hall, H
- Hall, Hanna R. (* 1984), US-amerikanische Schauspielerin
- Hall, Harry (1816–1882), britischer Tiermaler
- Hall, Harvey Monroe (1874–1932), US-amerikanischer Botaniker
- Hall, Henry (1893–1986), US-amerikanischer Skispringer
- Hall, Henry (1898–1989), britischer Musiker und Bandleader
- Hall, Herb (1907–1996), US-amerikanischer Jazz-Klarinettist und Altsaxophonist
- Hall, Herbert Byng (1805–1883), britischer Offizier und Autor
- Hall, Hiland (1795–1885), US-amerikanischer Jurist und Politiker
- Hall, Homer W. (1870–1954), US-amerikanischer Politiker
- Hall, Huntz (1920–1999), US-amerikanischer Schauspieler

#### Hall, I
- Hall, Irma P. (* 1935), US-amerikanische Schauspielerin
- Hall, Isaac Hollister (1837–1896), US-amerikanischer Orientalist, Bibelforscher und Epigraphiker
- Hall, Isiah (* 2001), kanadischer Schauspieler und Tänzer

#### Hall, J
- Hall, Jacob van (1799–1859), niederländischer Rechtswissenschaftler
- Hall, Jalyn (* 2006), US-amerikanischer Schauspieler
- Hall, James († 1612), englischer Seefahrer und Entdecker
- Hall, James (1761–1832), schottisch-britischer Geologe und Politiker
- Hall, James (1802–1889), US-amerikanischer Arzt und erster Gouverneur von Maryland in Liberia
- Hall, James (1811–1898), US-amerikanischer Geologe und Paläontologe
- Hall, James (1900–1940), amerikanischer Schauspieler
- Hall, James (1903–1929), indischer Leichtathlet
- Hall, James Knox Polk (1844–1915), US-amerikanischer Politiker
- Hall, James Norman (1887–1951), US-amerikanischer Autor
- Hall, James R. (* 1936), US-amerikanischer Offizier, Generalleutnant der US-Army
- Hall, James Randal (* 1958), US-amerikanischer Jurist und Politiker
- Hall, James W. (* 1958), US-amerikanischer Soldat, DDR-Spion
- Hall, Jared (* 1985), US-amerikanischer Jazzmusiker (Trompete)
- Hall, Jason Dean (* 1972), US-amerikanischer Drehbuchautor und Schauspieler
- Hall, Jefferson (* 1977), britischer Schauspieler
- Hall, Jeffrey C. (* 1945), US-amerikanischer Genetiker und Chronobiologe
- Hall, Jeremy (* 1988), puerto-ricanischer Fußballspieler
- Hall, Jerry (* 1956), US-amerikanisches Model und SchauspielerinJerry Hall (* 1956)

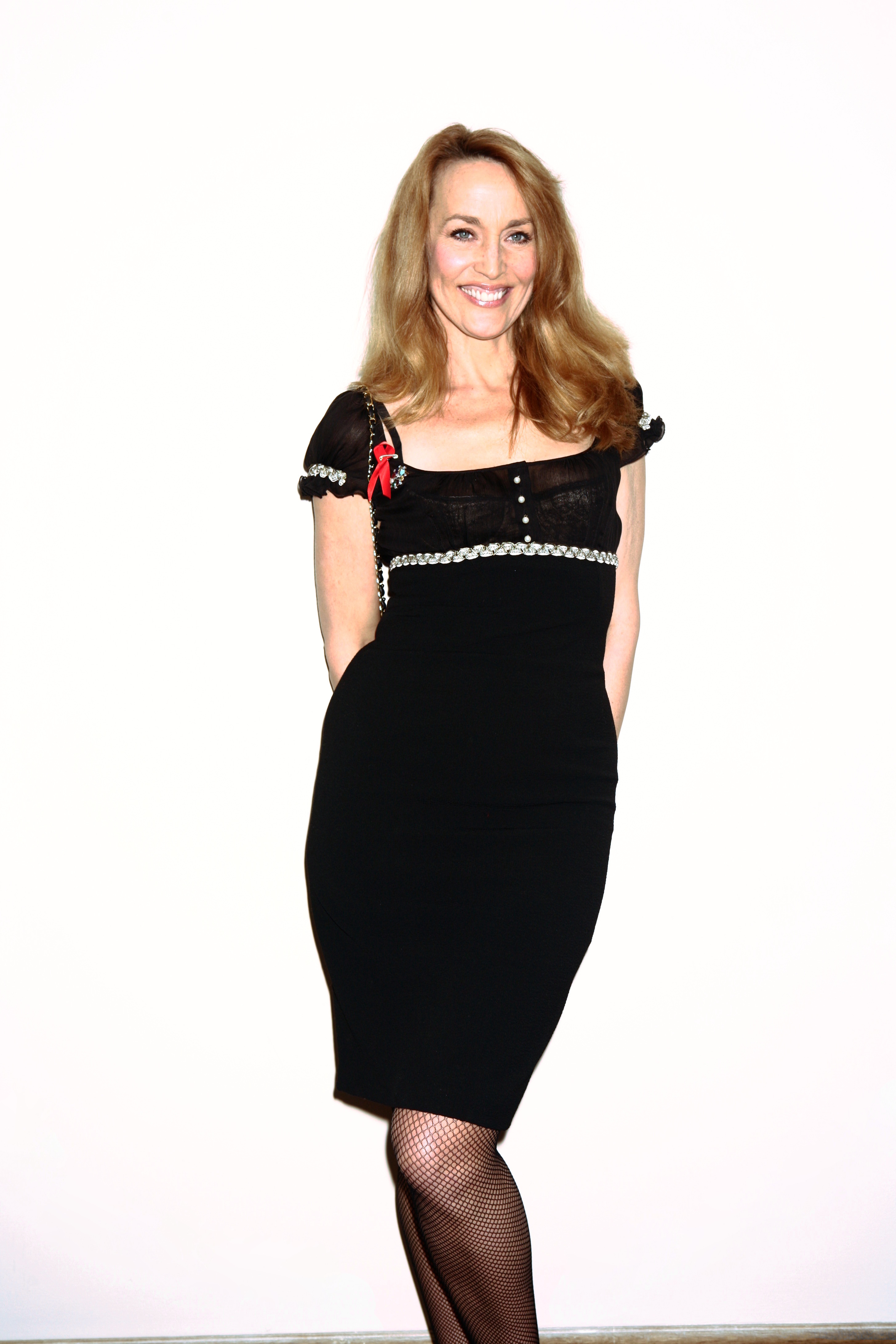
Jerry Hall (* 1956)

- Hall, Jess (* 1971), britischer Kameramann
- Hall, Jill (* 1946), britische Sprinterin
- Hall, Jillian (* 1980), US-amerikanische Wrestlerin
- Hall, Jim (1930–2013), US-amerikanischer Jazzgitarrist und Komponist
- Hall, Jim (* 1935), US-amerikanischer Rennfahrer und Rennwagenkonstrukteur
- Hall, Joachim (1940–1991), deutscher Fußballspieler und späterer -trainer
- Hall, Joachim (* 1941), deutscher Schauspieler, Regisseur, Sprecher und TV-Puppenspieler
- Hall, Joe (1882–1919), kanadischer Eishockeyspieler
- Hall, Johann von (1524–1588), deutscher Jurist und Politiker
- Hall, John (1575–1635), englischer Arzt und Schwiegersohn William Shakespeares
- Hall, John († 1656), englischer Schriftsteller, politischer Pamphletist und Dichter
- Hall, John (1729–1797), US-amerikanischer Politiker
- Hall, John (1824–1907), neuseeländischer Politiker und Premierminister
- Hall, John (* 1948), US-amerikanischer Musiker und Politiker (Demokratische Partei)
- Hall, John B., US-amerikanischer Offizier, Generalleutnant der US Air Force
- Hall, John D., US-amerikanischer Toningenieur
- Hall, John H. (1781–1841), US-amerikanischer Erfinder des Hall-Gewehr
- Hall, John Hubert (1899–1970), US-amerikanischer Politiker
- Hall, John L. Jr. (1891–1978), US-amerikanischer Admiral
- Hall, John Lewis (* 1934), US-amerikanischer Physiker, Nobelpreisträger für Physik 2005
- Hall, John Robert (* 1949), britischer Priester und Dekan von Westminster
- Hall, John W. (1817–1893), US-amerikanischer Politiker
- Hall, John Whitney (1916–1997), US-amerikanischer Historiker und Japanologe
- Hall, Jon (1915–1979), US-amerikanischer Schauspieler
- Hall, Jon (* 1950), US-amerikanischer Informatiker, Präsident von Linux International
- Hall, Jonathan (* 1972), australischer Duathlet und Radsportler
- Hall, Jörn van (* 1970), deutscher Schriftsteller, Lyriker und Übersetzer
- Hall, Josef (1891–1963), deutscher Verleger
- Hall, Joseph (1574–1656), englischer anglikanischer Bischof und Satiriker
- Hall, Joseph (1793–1859), US-amerikanischer Politiker
- Hall, Joshua (1768–1862), Gouverneur von Maine
- Hall, Joshua G. (1828–1898), US-amerikanischer Jurist und Politiker
- Hall, Joyce C. (1891–1982), US-amerikanischer Unternehmer und Gründer von Hallmark Cards
- Hall, Justin (* 1987), amerikanischer Poolbillardspieler

#### Hall, K
- Hall, Karl (* 1988), englisch-seychellischer Fußballspieler
- Hall, Karl Alfred (1906–1974), deutscher Rechtswissenschaftler
- Hall, Karl van (1926–2014), deutscher Politiker (CDU), MdL
- Hall, Katarzyna (* 1957), polnische Politikerin, Mitglied des Sejm und Bildungsministerin
- Hall, Kate (* 1983), dänische SängerinKate Hall (* 1983)

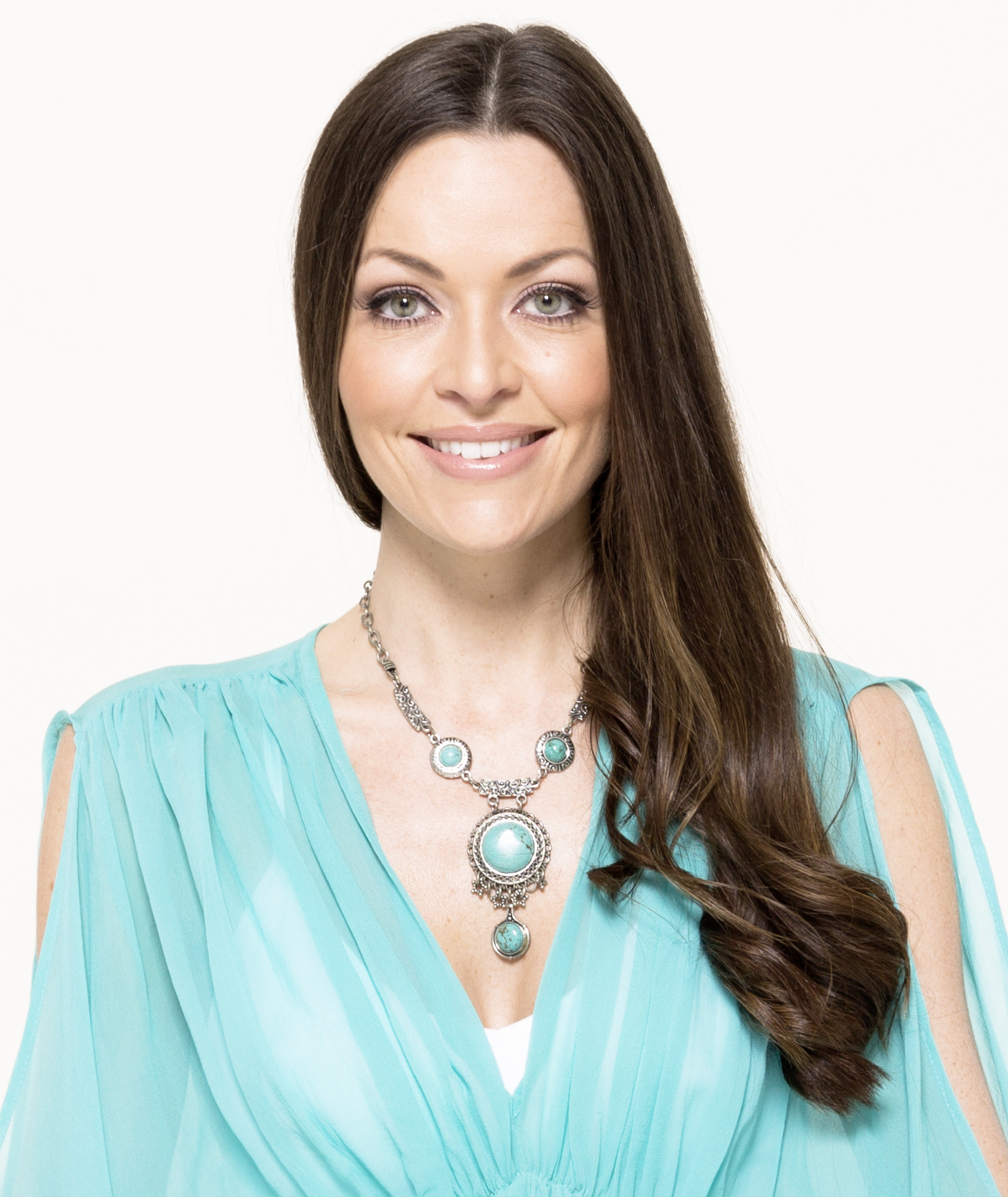
Kate Hall (* 1983)

- Hall, Katie (1938–2012), US-amerikanische Politikerin
- Hall, Katie (* 1987), US-amerikanische Straßenradsportlerin
- Hall, Katie (* 1990), englische Schauspielerin und Sopranistin
- Hall, Kaye (* 1951), US-amerikanische Schwimmerin
- Hall, Keith (1929–2017), britischer Automobilrennfahrer
- Hall, Ken G. (1901–1994), australischer Filmproduzent und -regisseur und Drehbuchautor
- Hall, Kenneth (* 1941), jamaikanischer Historiker und Generalgouverneur seines Landes
- Hall, Kevin Peter (1955–1991), US-amerikanischer Schauspieler
- Hall, Kwanza (* 1971), US-amerikanischer Politiker der Demokratischen Partei

#### Hall, L
- Hall, Langston (* 1991), US-amerikanischer Basketballspieler
- Hall, Lani (* 1945), US-amerikanische SängerinLani Hall (* 1945)

Lani Hall (* 1945)

- Hall, Lars (1927–1991), schwedischer Olympiasieger im Modernen Fünfkampf
- Hall, Laurie (* 1937), britischer Hammerwerfer und Kugelstoßer
- Hall, Lawrence W. (1819–1863), US-amerikanischer Politiker
- Hall, Lee, US-amerikanische Skirennläuferin
- Hall, Lee (* 1966), britischer Dramatiker, Hörspiel- und Drehbuchautor
- Hall, Lena (* 1980), US-amerikanische Schauspielerin und SängerinLena Hall (* 1980)

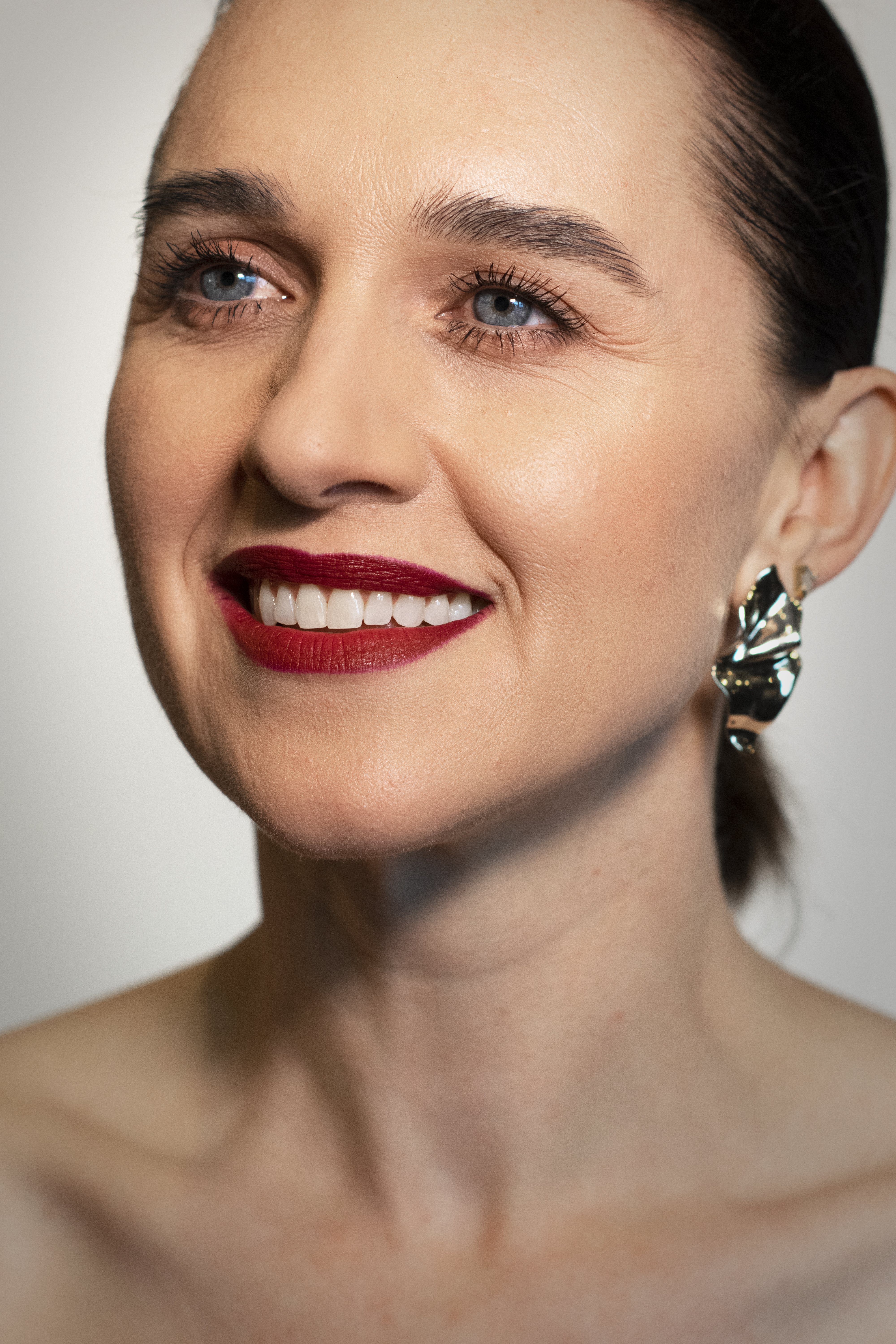
Lena Hall (* 1980)

- Hall, Leonard W. (1900–1979), US-amerikanischer Politiker
- Hall, Lincoln (1955–2012), australischer Bergsteiger und Autor
- Hall, Linden (* 1991), australische Leichtathletin
- Hall, Lindsay Bernard (1859–1935), britisch-australischer Maler, Lehrer und Museumsdirektor
- Hall, Louisa (* 1982), US-amerikanische Squashspielerin und Autorin
- Hall, Luke (* 1989), eswatinischer Schwimmer
- Hall, Luther E. (1869–1921), US-amerikanischer Politiker
- Hall, Lyman (1724–1790), US-amerikanischer Politiker
- Hall, Lynden David (1974–2006), britischer Sänger und Songwriter

#### Hall, M
- Hall, Maja van (* 1937), niederländische Malerin und Bildhauerin
- Hall, Manly Palmer (1901–1990), kanadischer Autor und Mystiker
- Hall, Margit (1901–1937), schwedische Architektin und Möbeldesignerin
- Hall, Marie (1884–1956), englische Violinistin
- Hall, Marie Boas (1919–2009), britische Wissenschaftshistorikerin
- Hall, Marielle (* 1992), US-amerikanische Leichtathletin
- Hall, Marshall (1790–1857), englischer Physiologe
- Hall, Marshall (1910–1990), US-amerikanischer Mathematiker
- Hall, Matt (* 1971), australischer Kunstflugpilot
- Hall, Maurice Crowther (1881–1938), US-amerikanischer Zoologe, Tierarzt und Parasitologe
- Hall, Michael C. (* 1971), US-amerikanischer SchauspielerMichael C. Hall (* 1971)

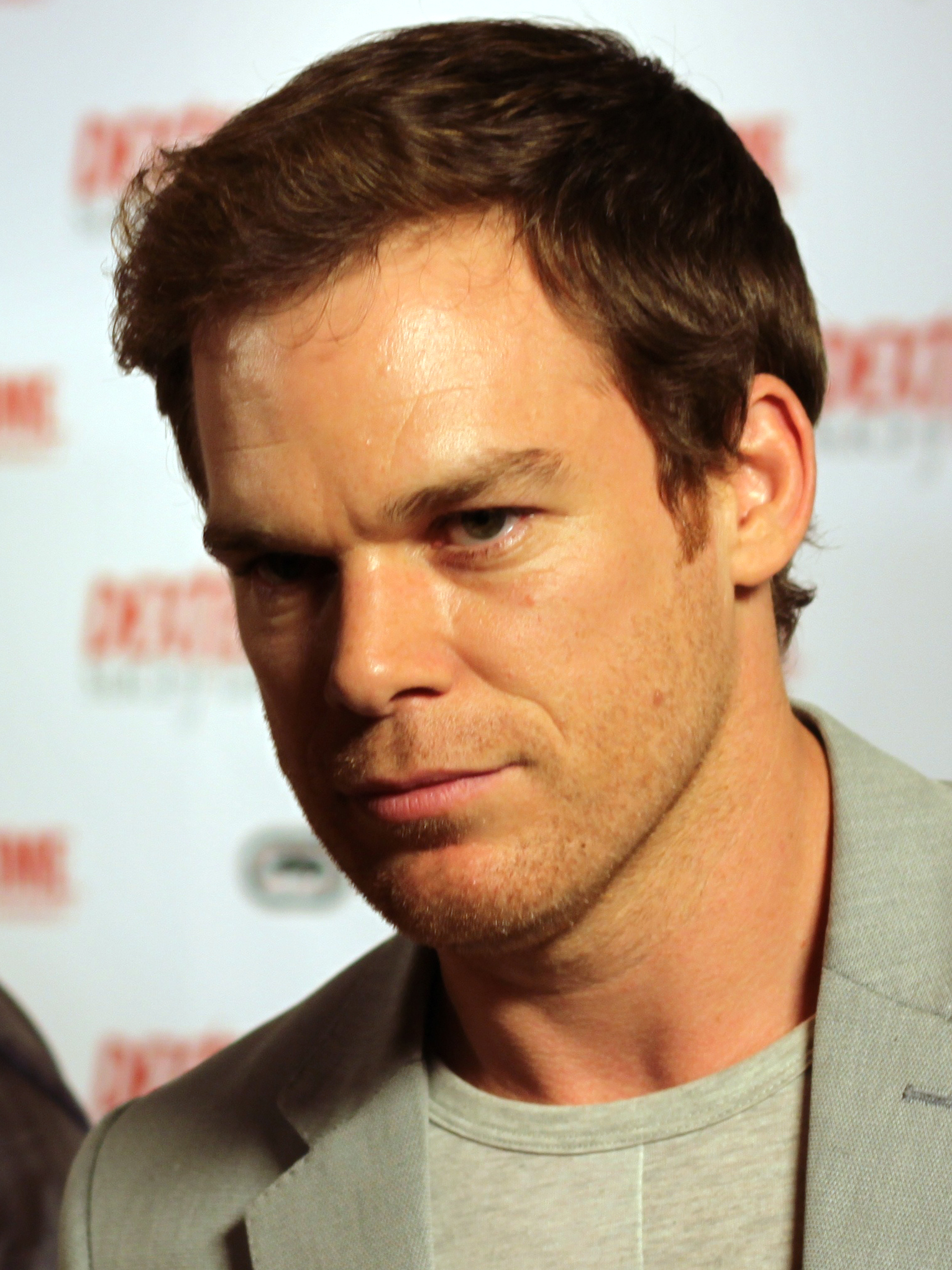
Michael C. Hall (* 1971)

- Hall, Michael N. (* 1953), US-amerikanisch-schweizerischer Molekularbiologe
- Hall, Mindy, Maskenbildnerin
- Hall, Minor (1897–1959), US-amerikanischer Jazzschlagzeuger
- Hall, Miriam, US-amerikanische Tennisspielerin
- Hall, Monty (1921–2017), kanadischer Showmaster und Fernsehproduzent
- Hall, Mordaunt (1878–1973), US-amerikanisch-britischer Filmkritiker und Journalist
- Hall, Murray (* 1953), australischer Radrennfahrer
- Hall, Murray G. (1947–2023), kanadischer Germanist

#### Hall, N
- Hall, Natalie (* 1990), kanadische Schauspielerin
- Hall, Nathan K. (1810–1874), US-amerikanischer Jurist und Politiker
- Hall, Nick (* 1970), neuseeländischer Badmintonspieler
- Hall, Nigel (* 1943), englischer Bildhauer und Zeichner
- Hall, Norman (1829–1917), US-amerikanischer Politiker

#### Hall, O
- Hall, Oakley (1920–2008), amerikanischer Schriftsteller
- Hall, Obed (1757–1828), US-amerikanischer Politiker
- Hall, Osee M. (1847–1914), US-amerikanischer Politiker

#### Hall, P
- Hall, Parker (1916–2005), US-amerikanischer American-Football-Spieler
- Hall, Pat (1917–2010), britische Ornithologin
- Hall, Patricia (* 1982), jamaikanische Leichtathletin
- Hall, Paul John (1895–1973), deutscher Flugzeugkonstrukteur
- Hall, Pauline (1890–1969), norwegische Komponistin, Arrangeurin und Musikkritikerin
- Hall, Percy Francis (1801–1884), britischer Marineoffizier, Pazifist und Prediger
- Hall, Peter (1930–2013), britischer Priester der Church of England, Suffraganbischof von Woolwich
- Hall, Peter (1930–2017), britischer Theater-, Opern- und Filmregisseur
- Hall, Peter (1932–2014), britischer Stadtplaner, Geograph und Hochschullehrer
- Hall, Peter A. (* 1950), kanadischer Politikwissenschaftler
- Hall, Peter Adolf (1739–1793), schwedischer Miniaturmaler
- Hall, Peter Gavin (1951–2016), australischer Mathematiker
- Hall, Philip (1904–1982), englischer Mathematiker
- Hall, Philo (1865–1938), US-amerikanischer Politiker
- Hall, Pooch (* 1977), US-amerikanischer Schauspieler
- Hall, Porter (1888–1953), US-amerikanischer Schauspieler
- Hall, Prince (1735–1807), Begründer der Freimaurerei für Schwarze in den Vereinigten Staaten

#### Hall, Q
- Hall, Quentin (* 1977), bahamaischer Basketballspieler
- Hall, Quincy (* 1998), US-amerikanischer Sprinter

#### Hall, R
- Hall, Radclyffe (1880–1943), britische Schriftstellerin
- Hall, Ralph (1923–2019), US-amerikanischer Politiker
- Hall, Rebecca (* 1982), britische Schauspielerin und FilmemacherinRebecca Hall (* 1982)

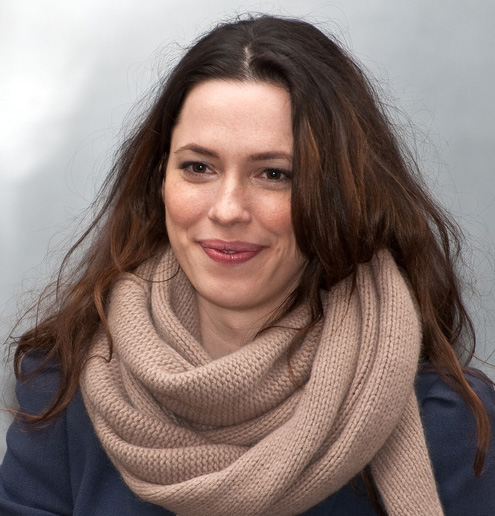
Rebecca Hall (* 1982)

- Hall, Regina (* 1970), US-amerikanische Schauspielerin
- Hall, René (1903–1988), US-amerikanischer Jazzmusiker
- Hall, Richard (* 1971), jamaikanischer Boxer
- Hall, Rick (1932–2018), US-amerikanischer Musikproduzent, Labelchef und Toningenieur
- Hall, Rob (1961–1996), neuseeländischer Bergsteiger
- Hall, Robert (1764–1831), britischer Theologe und Kanzelredner der Dissenters
- Hall, Robert (* 1984), englischer English-Billiards-Spieler
- Hall, Robert Anderson (1911–1997), US-amerikanischer Linguist, Romanist und Italianist
- Hall, Robert Bernard (1812–1868), US-amerikanischer Politiker
- Hall, Robert Browne (1858–1907), US-amerikanischer Komponist, Dirigent und Kornettist
- Hall, Robert David (* 1947), US-amerikanischer SchauspielerRobert David Hall (* 1947)

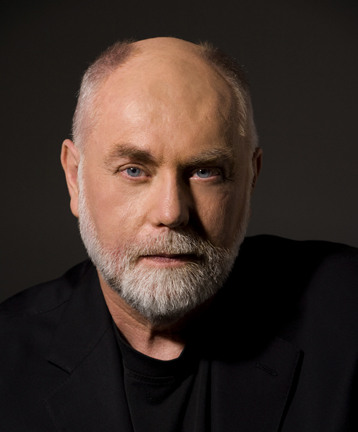
Robert David Hall (* 1947)

- Hall, Robert Ernest (* 1943), US-amerikanischer Wirtschaftswissenschaftler
- Hall, Robert Green (1973–2021), US-amerikanischer Make-up-Designer, Spezialeffektdesigner, Filmproduzent, Filmregisseur, Visuelleffektdesigner und Drehbuchautor
- Hall, Robert N (1919–2016), US-amerikanischer Physiker
- Hall, Robert S. (1879–1941), US-amerikanischer Politiker
- Hall, Robert, Baron Roberthall (1901–1988), australischer Ökonom
- Hall, Rodney (* 1935), australischer Schriftsteller
- Hall, Roxanne (* 1976), britische Pornodarstellerin und SchauspielerinRoxanne Hall (* 1976)

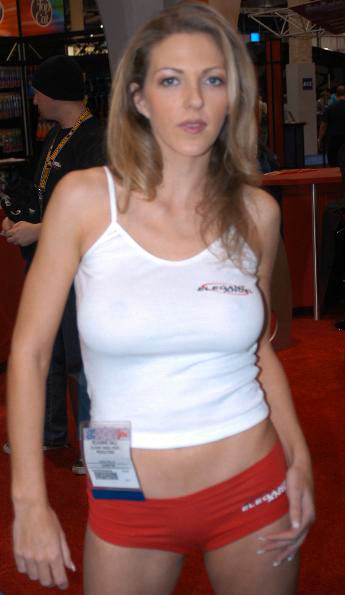
Roxanne Hall (* 1976)

- Hall, Roy (1907–1943), US-amerikanischer Old-Time-Musiker
- Hall, Roy (1922–1984), US-amerikanischer Country- und Rockabilly-Sänger
- Hall, Ruby (* 1993), australische Schauspielerin
- Hall, Rupert (1920–2009), britischer Wissenschaftshistoriker
- Hall, Russel (1890–1956), kanadischer Curler
- Hall, Russell, jamaikanischer Jazzmusiker (Bass)
- Hall, Ruth (1910–2003), US-amerikanische Schauspielerin
- Hall, Ryan (* 1982), US-amerikanischer Langstreckenläufer
- Hall, Ryan (* 1987), englischer Rugby-League-Spieler

#### Hall, S
- Hall, Sam (1937–2014), US-amerikanischer Wasserspringer
- Hall, Sam (* 1988), australischer Freestyle-Skisportler
- Hall, Sam B. (1924–1994), US-amerikanischer Jurist und Politiker
- Hall, Samantha (* 1984), britische Moderatorin, Journalistin und DJ
- Hall, Samantha (* 1993), jamaikanische Leichtathletin
- Hall, Samuel (1797–1862), US-amerikanischer Politiker
- Hall, Samuel Carter (1800–1889), irischer Schriftsteller
- Hall, Samuel Heinrich (1819–1896), deutscher Jurist und Politiker (NLP), MdR
- Hall, Sara (* 1983), US-amerikanische Langstrecken- und Hindernisläuferin
- Hall, Sarah (* 1974), britische Schriftstellerin
- Hall, Scott (1958–2022), US-amerikanischer WrestlerScott Hall (1958–2022)

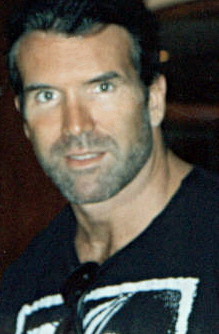
Scott Hall (1958–2022)

- Hall, Sean (* 1967), US-amerikanischer Ruderer
- Hall, Skip (1909–1980), US-amerikanischer Musiker (Piano, Orgel) des Swingjazz
- Hall, Steele (1928–2024), australischer Politiker (Liberal Party), Premierminister von South Australia, Bundessenator und Mitglied des Repräsentantenhauses
- Hall, Stuart, britischer Jazzviolinist, -gitarrist und -bassist
- Hall, Stuart (1932–2014), britischer Soziologe, spezialisiert auf cultural studies
- Hall, Stuart (* 1980), britischer Boxer im Bantamgewicht
- Hall, Stuart (* 1984), britischer Automobilrennfahrer
- Hall, Susan (* 1955), britische Politikerin
- Hall, Susanna (1583–1649), Tochter von William Shakespeare und Anne Hathaway
- Hall, Sydney Prior (1842–1922), britischer Porträtmaler und Illustrator

#### Hall, T
- Hall, Tally (* 1985), US-amerikanischer Fußballspieler
- Hall, Tammy Lynne (* 1961), amerikanische Jazzmusikerin (Piano, Orgel, Komposition)
- Hall, Tamron (* 1970), US-amerikanische Talkshow-Moderatorin
- Hall, Tanner (* 1983), US-amerikanischer Freestyle- und Freeride-Skisportler
- Hall, Taylor (* 1964), kanadischer Eishockeyspieler, -trainer und -funktionär
- Hall, Taylor (* 1991), kanadischer Eishockeyspieler
- Hall, Terry (1959–2022), britischer Pop-Sänger
- Hall, Theodore Alvin (1925–1999), US-amerikanischer PhysikerTheodore Alvin Hall (1925–1999)

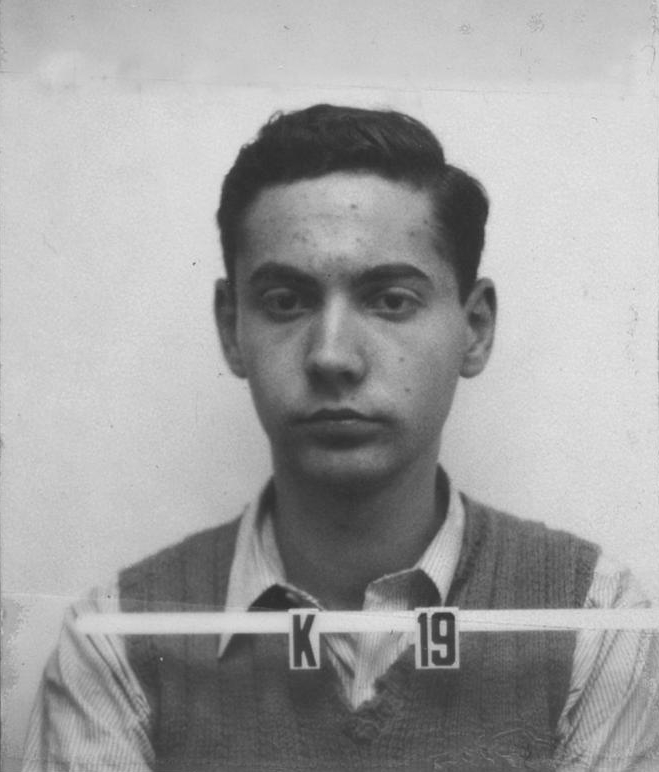
Theodore Alvin Hall (1925–1999)

- Hall, Thérèse van (1872–1931), niederländische Bildhauerin und Malerin
- Hall, Thomas (1869–1958), US-amerikanischer Politiker
- Hall, Thomas (* 1982), kanadischer Kanute
- Hall, Thomas H. (1773–1853), US-amerikanischer Politiker
- Hall, Thomas Sergeant (1858–1915), australischer Geologe und Paläontologe
- Hall, Thurston (1882–1958), US-amerikanischer Schauspieler in Film, Fernsehen und Theater
- Hall, Tim (* 1997), luxemburgischer Fußballspieler
- Hall, Tim Lee (1925–2008), US-amerikanischer Politiker
- Hall, Todd Michael (* 1969), US-amerikanischer Rock- und Heavy-Metal-Sänger
- Hall, Todrick (* 1985), US-amerikanischer Sänger, Schauspieler, Tänzer, Choreograph und Webvideoproduzent
- Hall, Tom (* 1964), US-amerikanischer Computerspiele-Programmierer
- Hall, Tom T. (1936–2021), US-amerikanischer Country-Sänger, Songschreiber und Autor
- Hall, Tommy (1877–1949), englischer Radrennfahrer
- Hall, Tony P. (* 1942), US-amerikanischer Politiker (Demokratische Partei)
- Hall, Tony, Baron Hall of Birkenhead (* 1951), britischer Kulturmanager und Life Peer
- Hall, Tracy (1919–2008), US-amerikanischer Chemiker
- Hall, Travis (* 1972), US-amerikanischer American-Football-Spieler
- Hall, Tubby (1895–1946), amerikanischer Jazzschlagzeuger des New Orleans Jazz

#### Hall, U
- Hall, Uriah (* 1984), jamaikanischer MMA-Sportler bei der UFCUriah Hall (* 1984)

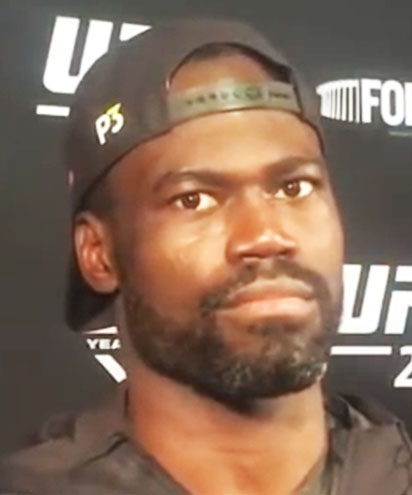
Uriah Hall (* 1984)

- Hall, Uriel Sebree (1852–1932), US-amerikanischer Politiker

#### Hall, V
- Hall, Valentine (1867–1934), US-amerikanischer Tennisspieler
- Hall, Virginia (1906–1982), US-amerikanische AgentinVirginia Hall (1906–1982)

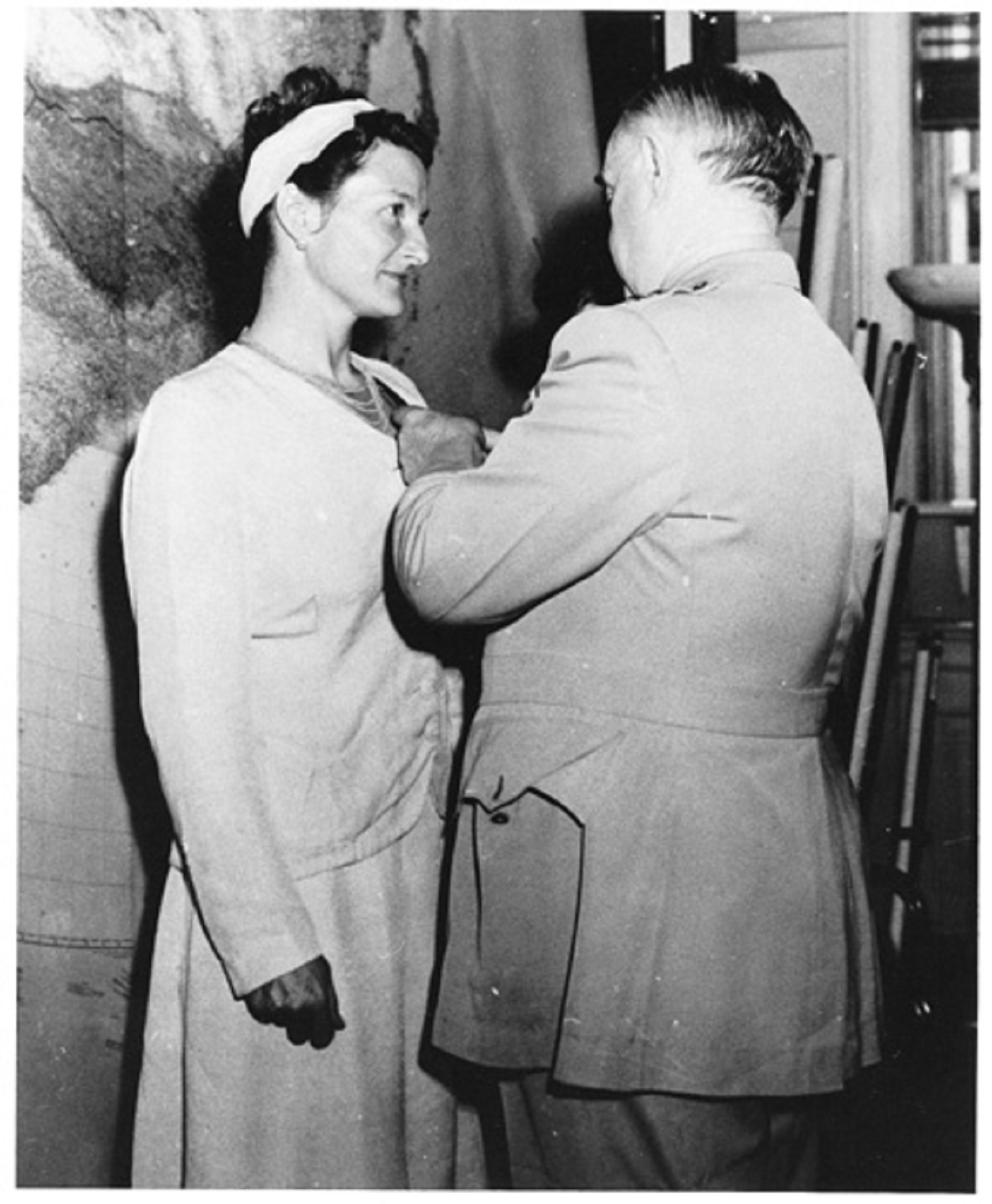
Virginia Hall (1906–1982)

#### Hall, W
- Hall, Walraven van (1906–1945), niederländischer Bankier und Widerstandskämpfer
- Hall, Wayne Denis (* 1951), australischer Suchtforscher, Direktor des Zentrums für Jugend-Substanzmissbrauchsforschung an der University of Queensland
- Hall, Wendell (1896–1969), US-amerikanischer Countrysänger
- Hall, Wendy (* 1952), britische Informatikerin
- Hall, Wilf (1934–2007), englischer Fußballtorhüter
- Hall, Willard (1780–1875), US-amerikanischer Jurist und Politiker
- Hall, Willard Preble (1820–1882), US-amerikanischer Politiker
- Hall, William (1775–1856), US-amerikanischer Politiker
- Hall, William Augustus (1815–1888), US-amerikanischer Politiker
- Hall, William J. (1926–2020), US-amerikanischer Bauingenieur
- Hall, William Reginald (1870–1943), britischer Marineoffizier und Politiker, Mitglied des House of Commons
- Hall, Willie (* 1950), amerikanischer Schlagzeuger
- Hall, Willis († 1856), US-amerikanischer Politiker, der State Auditor von Vermont war
- Hall, Willis (1801–1868), US-amerikanischer Jurist und Politiker
- Hall, Wilton E. (1901–1980), US-amerikanischer Geschäftsmann und Politiker (Demokratische Partei)
- Hall, Winslow (1912–1995), US-amerikanischer Ruderer

#### Hall, Z
- Hall, Zach (* 1984), US-amerikanischer Biathlet

### Hall-

#### Hall-D
- Hall-Davis, Lilian (1898–1933), britische Schauspielerin

#### Hall-J
- Hall-Jones, William (1851–1936), neuseeländischer Politiker

#### Hall-L
- Hall-Long, Bethany (* 1963), US-amerikanische Politikerin

#### Hall-S
- Hall-Say, George (1864–1940), britischer Eiskunstläufer
- Hall-Smith, Shakeem (* 1997), bahamaischer Hürdenläufer

### Halla
- Halla Hrund Logadóttir (* 1981), isländische Politikerin, frühere Generaldirektorin der nationalen isländischen Energiebehörde
- Halla Margrét Árnadóttir (* 1964), isländische Sängerin
- Halla Signý Kristjánsdóttir (* 1964), isländische Politikerin (Fortschrittspartei)
- Halla Tómasdóttir (* 1968), isländische Geschäftsfrau und Präsidentin IslandsHalla Tómasdóttir (* 1968)

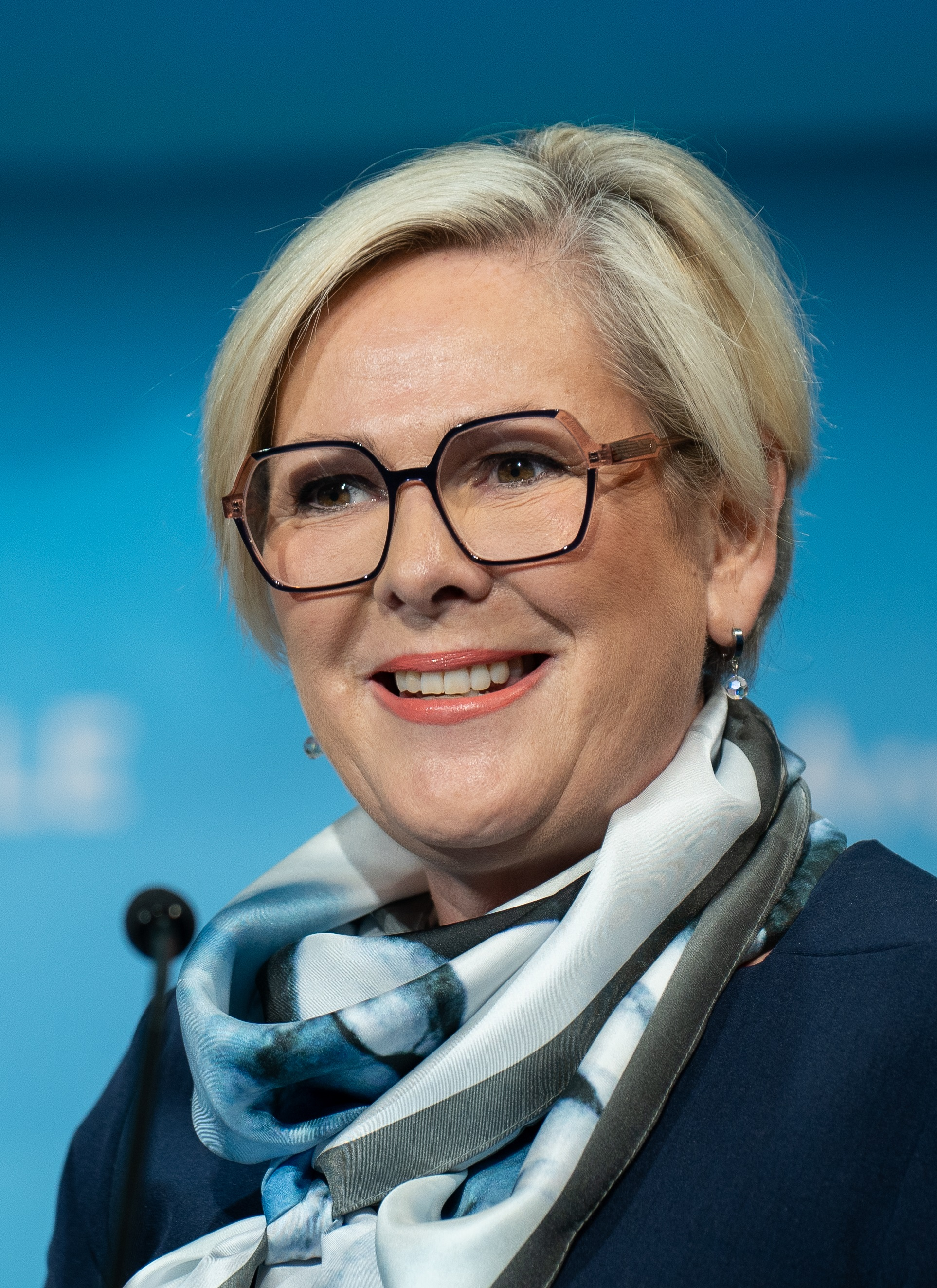
Halla Tómasdóttir (* 1968)

- Halla Vilhjálmsdóttir (* 1982), isländische Schauspielerin und Moderatorin
- Halla, Franz (1884–1971), österreichischer Chemiker
- Halla, Natalie (* 1975), österreichische Filmregisseurin, Filmproduzentin, Kamerafrau und Drehbuchautorin
- Halla, Paul (1931–2005), österreichischer Fußballspieler
- Halla-aho, Jussi (* 1971), finnischer Slawist und Politiker (PeruS), Mitglied des Reichstags, MdEP
- Hallab, Ali (* 1981), französischer Boxer
- Hallaç, Recai (* 1962), deutscher Regisseur, Schauspieler, Rezitator und literarischer Übersetzer
- Halladay, Daniel (1826–1916), US-amerikanischer Ingenieur, Erfinder und Unternehmer
- Halladay, Roy (1977–2017), US-amerikanischer Baseballspieler
- Hallādsch, al- (857–922), persischer Sufi (islamischer Mystiker)Al-Hallādsch (857–922)

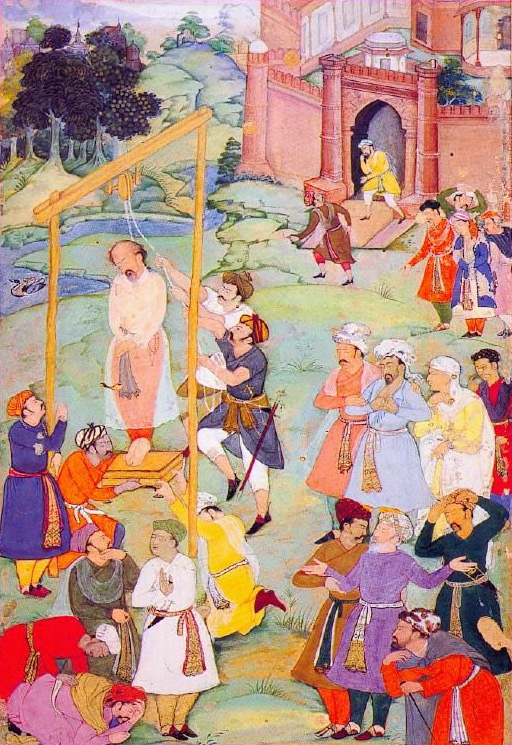
Al-Hallādsch (857–922)

- Hallaert, Kenny (* 1981), belgischer Pokerspieler und -turnierdirektor
- Hallager, Thora (1821–1884), dänische Fotografin
- Hallahan, Charles (1943–1997), US-amerikanischer Film- und Theaterschauspieler
- Hallam, Anthony (1933–2017), britischer Geologe
- Hallam, Henry (1777–1859), englischer Chronist
- Hallam, Ian (* 1948), britischer Radrennfahrer
- Hallam, John (1941–2006), britischer Schauspieler
- Hallam, Roger (* 1966), britischer Klimaschutzaktivist, Mitbegründer von Extinction Rebellion
- Hallam, Tracey (* 1975), englische Badmintonspielerin
- Hallama, Jaakko (1917–1996), finnischer Diplomat und Politiker, Botschafter und Außenminister
- Hallamaa, Reino (1899–1979), finnischer Oberst und Geheimdienstchef
- Hallamik, Ernst (* 1870), deutscher Reichsgerichtsrat
- Hallan, Hanita (* 1935), deutsche Filmschauspielerin und Tänzerin
- Hållander, Roger (* 1975), schwedischer Freestyle-Skier
- Hallant, Uta (1939–2022), deutsche Schauspielerin
- Hallaq, Wael B. (* 1955), US-amerikanischer Islamwissenschaftler und Jurist palästinensischer Herkunft
- Hallaran, William Saunders († 1825), irischer Psychiater
- Hallard genannt Elliot, Heinrich (1620–1681), kurbrandenburger geheimer Kriegsrat, Generalmajor
- Hallard, Steven (* 1965), britischer Bogenschütze
- Hallart, Ludwig Nikolaus von (1659–1727), General der russischen Armee unter Peter dem Großen
- Hallas, Duncan (1925–2002), britischer Trotzkist
- Hallaschka, Andreas (* 1962), deutscher Journalist und Autor
- Hallaschka, Franz Ignatz Cassian (1780–1847), mährischer Naturforscher, Mathematiker, Physiker und Astronom
- Hallaschka, Steffen (* 1971), deutscher Hörfunk- und FernsehmoderatorSteffen Hallaschka (* 1971)

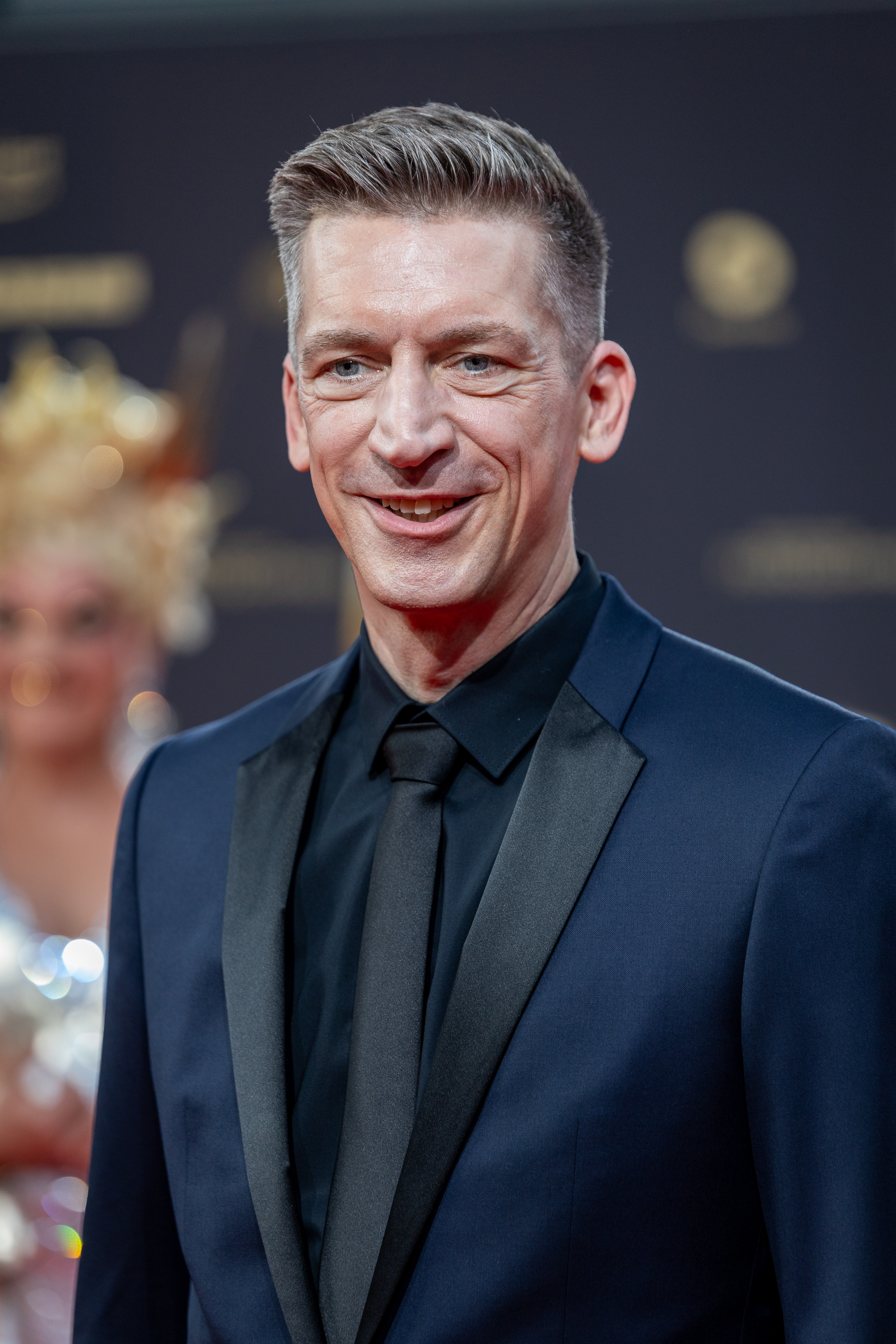
Steffen Hallaschka (* 1971)

- Hallasgo, Christine (* 1992), philippinische Langstreckenläuferin
- Hallasz, Sigismund von, königlich-preußischer Oberst und Kommandeur des Altpreußisches Husarenregiment H 8
- Hallatt, May (1876–1969), britische Theater- und Filmschauspielerin
- Hallatz, Emil (1837–1888), deutscher Maler
- Hallau, Heinz-Udo (1926–1943), deutscher römisch-katholischer Lehrling und Märtyrer
- Hallauer, Bertha (1863–1939), Schweizer Dichterin
- Hallauer, Curt (1900–1994), Schweizer Bakteriologe und Virologe
- Hallauer, Elisabeth (1879–1952), deutsche Politikerin (Zentrum), Mitglied des Landesrates des Saargebietes
- Hallauer, Hermann (1926–2013), deutscher Historiker
- Hallauer, Nikolaus (1803–1887), deutscher Jurist
- Hallauer, Severin (* 1996), Schweizer Bildender Künstler, Schauspieler und Model
- Hallavanya, Emilie von (1874–1960), österreichische Malerin
- Hallay, Imaad (* 1984), französischer Sprinter

### Hallb
- Hallbäck, Albin (1902–1962), schwedischer Fußballspieler
- Hallbäck, Jerry (* 1968), schwedischer Handballspieler, -trainer und -funktionär
- Hallbäck, Ludvig (* 2000), schwedischer Handballspieler
- Hallbauer, Christian (1900–1954), deutscher Maler und Grafiker
- Hallbauer, Friedrich Andreas (1692–1750), deutscher lutherischer Theologe
- Hallbauer, Gustav Moritz (1808–1887), deutscher Jurist und Politiker
- Hallbauer, Heinrich (1905–1988), deutscher Jurist
- Hallbauer, Joseph (1842–1922), deutscher Ingenieur, Eisenhüttenmann und Unternehmer
- Hallbauer, Marion (* 1957), deutsche Illustratorin, Grafikerin und Malerin
- Hallbauer, Max (1851–1918), deutscher Jurist und Geheimer Rat
- Hallbauer, Sara (* 1980), deutsche Extremradsportlerin, Vortragsrednerin und Bloggerin
- Hallbauer, Wilhelm (1889–1969), deutscher Architekt, Stadt- und Raumplaner, Täter des Holocaust im besetzten Polen
- Hallbauer-Lichtwald, Marianne (1903–1991), deutsche Malerin und Grafikerin
- Hallbeck, Carl Svante (1826–1897), schwedischer Illustrator und Maler
- Hallbera Guðný Gísladóttir (* 1986), isländische Fußballspielerin
- Hallberg Hossain, Ayla (* 2006), schwedische Weitspringerin
- Hallberg, Anders (* 1986), schwedischer Handballspieler und -trainer
- Hallberg, Anna (* 1963), schwedische Bankerin und Politikerin
- Hallberg, Bengt (1932–2013), schwedischer Jazz-Pianist und Komponist
- Hallberg, Eduard (* 2003), finnischer Skirennläufer
- Hallberg, Eugen (1839–1921), deutscher Lehrer für Literatur, Hochschullehrer, Professor und Schriftsteller
- Hallberg, Garth Risk (* 1978), US-amerikanischer Schriftsteller
- Hallberg, Göran (* 1959), schwedischer Kameramann und Fotograf
- Hallberg, Harry (1914–1997), schwedischer Schiffbauer und Werftbesitzer
- Hallberg, Heinrich Theodor von (1725–1792), kurpfälzischer bzw. bayerischer Diplomat und Reichsgraf
- Hallberg, Jakob Tillmann von (1681–1744), kurpfälzischer Hofkanzler und Minister
- Hallberg, Karen (* 1964), argentinische Physikerin
- Hallberg, Karl Theodor von (1752–1840), bayerischer Generalleutnant
- Hallberg, Melker (* 1995), schwedischer Fußballspieler
- Hallberg, Nils (1921–2010), schwedischer Schauspieler
- Hallberg, Per (* 1958), schwedischer Toningenieur
- Hållberg, Per (* 1978), schwedischer Eishockeyspieler
- Hallberg, Stefan (* 1948), deutscher Schlagersänger, Musiker und Buchautor
- Hallberg, Stefan (* 1981), schwedischer Fußballschiedsrichterassistent
- Hållberg, Sture (1917–1988), schwedischer Boxer
- Hallberg-Broich, Theodor von (1768–1862), deutscher Schriftsteller, Forschungsreisender und Exzentriker
- Hallberger, Eduard (1822–1880), deutscher Buchhändler
- Hallberger, Ludwig (1796–1879), deutscher Buchhändler und Verleger

### Halld
- Hälldahl, Sandra (* 1977), schwedische Skirennläuferin
- Halldén, Carl-Elis (1906–1982), schwedischer Fußballfunktionär
- Halldén, Sören (1923–2010), schwedischer Philosoph und Logiker
- Halldór Ásgrímsson (1947–2015), isländischer Ministerpräsident
- Halldór Guðmundsson (* 1956), isländischer Autor
- Halldór Helgason (* 1991), isländischer Snowboarder
- Halldór Laxness (1902–1998), isländischer Schriftsteller und LiteraturnobelpreisträgerHalldór Laxness (1902–1998)

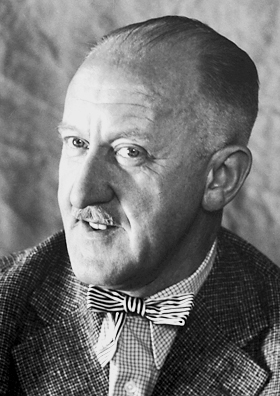
Halldór Laxness (1902–1998)

- Halldór Skúlason (* 2000), isländischer Eishockeyspieler
- Halldór Stefánsson (1892–1979), isländischer Schriftsteller
- Halldóra Bjarnadóttir (1873–1981), isländische Lehrerin, Politikerin und Autorin
- Halldóra Geirharðsdóttir (* 1968), isländische Schauspielerin
- Halldóra Mogensen (* 1979), isländische Politikerin (Píratar)
- Halldorson, Chris (* 1980), kanadischer Biathlet

### Halle
- Halle, Andrea (* 1980), deutsche Rettungsschwimmerin
- Halle, Anna Sabine (1921–2014), deutsche Widerstandskämpferin
- Halle, Armin (1936–2023), deutscher Journalist, Moderator und Medientrainer
- Halle, Axel (* 1955), deutscher Bibliothekar
- Halle, Bernhard (1842–1926), deutscher Uhrmacher und Feinoptiker
- Halle, Carl (1863–1934), deutscher Jurist und Ministerialbeamter
- Hallé, Charles (1819–1895), deutsch-britischer Pianist und Dirigent, Gründer des Hallé-Orchesters
- Halle, Christine von (1533–1603), deutsche Adlige und Geschäftsfrau
- Halle, Ernst Levy von (1868–1909), deutscher Nationalökonom und Hochschullehrer
- Halle, Ernst von (1905–1928), deutscher Automobilrennfahrer
- Halle, Felix (1884–1937), deutscher Jurist
- Halle, Gunnar (* 1965), norwegischer Fußballspieler
- Halle, Günter (* 1927), deutscher Abteilungsleiter der Abteilung Agitation im Ministerium für Staatssicherheit der DDR
- Halle, Jan (1903–1986), niederländischer Fußballspieler
- Hallé, Jean Noël (1754–1822), französischer Arzt
- Halle, Johann Samuel (1727–1810), preußischer Historiker und Toxikologe
- Halle, Johann Samuel Ludwig (1763–1829), deutscher Kupferstecher
- Halle, John, englischer Chirurg, Dichter und Autor medizinischer Abhandlungen
- Halle, Judith von (* 1972), deutsche Anthroposophin und Autorin
- Halle, Leo (1906–1992), niederländischer Fußballspieler
- Halle, Ludwig (1824–1889), deutscher Maler
- Halle, Morris (1923–2018), lettisch-amerikanischer Sprachwissenschaftler und Hochschullehrer
- Halle, Morten (* 1957), norwegischer Jazzmusiker (Alt- und Tenorsaxophon, Komposition und Arrangement)
- Hallé, Nicolas (1927–2017), französischer Botaniker und Entomologe
- Hallé, Noël (1711–1781), französischer Maler und Schriftsteller
- Halle, Olaf, deutscher Segler
- Halle, Otto (1903–1987), deutscher Politiker (KPD, SED)
- Halle, Per (* 1949), norwegischer Langstreckenläufer
- Hallé, Roland (1930–2018), kanadischer Filmregisseur, Filmproduzent und Drehbuchautor
- Halle, Siri (* 1971), norwegische Skilangläuferin
- Halle, Thomas (* 1984), deutscher Schauspieler
- Halle, Thore Gustaf (1884–1964), schwedischer Paläobotaniker und Geologe
- Halle, Toni (1890–1964), deutsch-israelische Pädagogin
- Halle, Uta (* 1956), deutsche Archäologin
- Halle, Will (1905–1969), deutscher humoristischer Zeichner
- Halle-Jan, deutscher Musiker
- Halle-Wolfssohn, Aaron († 1835), deutscher Autor, Pädagoge und Vertreter der jüdischen Aufklärung

#### Hallec
- Halleck, Charles A. (1900–1986), US-amerikanischer Politiker
- Halleck, Fitz-Greene (1790–1867), US-amerikanischer Dichter
- Halleck, Henry Wager (1815–1872), General der US-ArmeeHenry Wager Halleck (1815–1872)

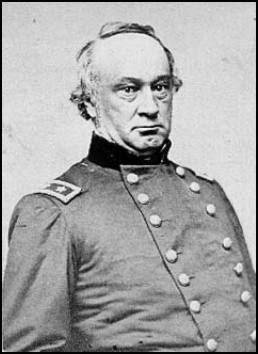
Henry Wager Halleck (1815–1872)

#### Halleg
- Hallegg, Jörg von († 1460), Burggraf von Sommeregg, Verweser der Landeshauptmannschaft in Kärnten
- Hallegger, Kurt (1901–1963), deutsch-mährischer Maler und Bühnenbildner
- Hallego, Hugo, Theaterschauspieler und Opernsänger (Tenor)
- Hallegua, Bohor, osmanischer Schachspieler
- Halleguen, Mathieu (* 1988), französischer Straßenradrennfahrer

#### Hallek
- Hallek, Michael (* 1959), deutscher Internist

#### Hallel
- Halleland, Terje (* 1966), norwegischer Politiker
- Halleluja Paul (1950–2023), österreichischer Pfarrer und Musiker

#### Hallem
- Hallemann, Isaak (* 1896), Pädagoge und NS-Opfer

#### Hallen
- Hallén, Alexander (* 1993), schwedischer Unihockeyspieler
- Hallén, Andreas (1846–1925), schwedischer Komponist, Dirigent, Musikpädagoge und Professor
- Hallen, Johan (1588–1659), schwedischer Diplomat und Regierungsrat in Schwedisch-Pommern
- Hallen, Klaus (1942–2007), deutscher Tänzer, Tanzsporttrainer und Choreograph, Musiker und Bandleader
- Hallen, Otto (1921–2006), deutscher Neurologe
- Hallenbach, Franz (1909–1966), deutscher Geophysiker
- Hallenbarter, Konrad (* 1953), Schweizer Skilangläufer
- Hallenbarter, Simon (1979–2022), Schweizer Biathlet
- Hallenberg, Ann (* 1967), schwedische Sängerin (Mezzosopran)
- Hallenberg, Daniel (1793–1874), deutscher Politiker, Bürgermeister von Sachsenberg und MdL Waldeck
- Hallenberg, Jonas (1748–1834), schwedischer Historiker, Archivar und Antiquar
- Hallenberger, Harry (1877–1954), US-amerikanischer Kameramann
- Hallenga, Kristin (1985–2024), deutsch-britische Kolumnistin und Philanthropin
- Hallengren, Lena (* 1973), schwedische Politikerin (Sozialdemokratische Arbeiterpartei Schwedens), Regierungsmitglied ab 2018
- Hallenius, Linus (* 1989), schwedischer Fußballspieler
- Hallensleben, Barbara (* 1957), deutsche römisch-katholische Theologin
- Hallensleben, Emil (1867–1934), deutscher Jurist und Politiker (DVP), MdL
- Hallensleben, Ernst Wilhelm Gottfried (1769–1856), deutscher Kaufmann und Politiker
- Hallensleben, Felix (1860–1926), deutscher Jurist und Politiker
- Hallensleben, Horst (1928–1998), deutscher Kunsthistoriker
- Hallensleben, Ruth (1898–1977), deutsche Fotografin
- Hallenstein, Bendix (1835–1905), neuseeländischer Kaufmann, Fabrikant und Politiker, deutscher Abstammung
- Hallenstein, Konrad Adolf (1835–1892), deutscher Schauspieler

#### Haller
- Haller, deutscher Musiker und Songwriter
- Haller von Hallerkeö, Franz (1796–1875), österreichischer Offizier und Staatsmann

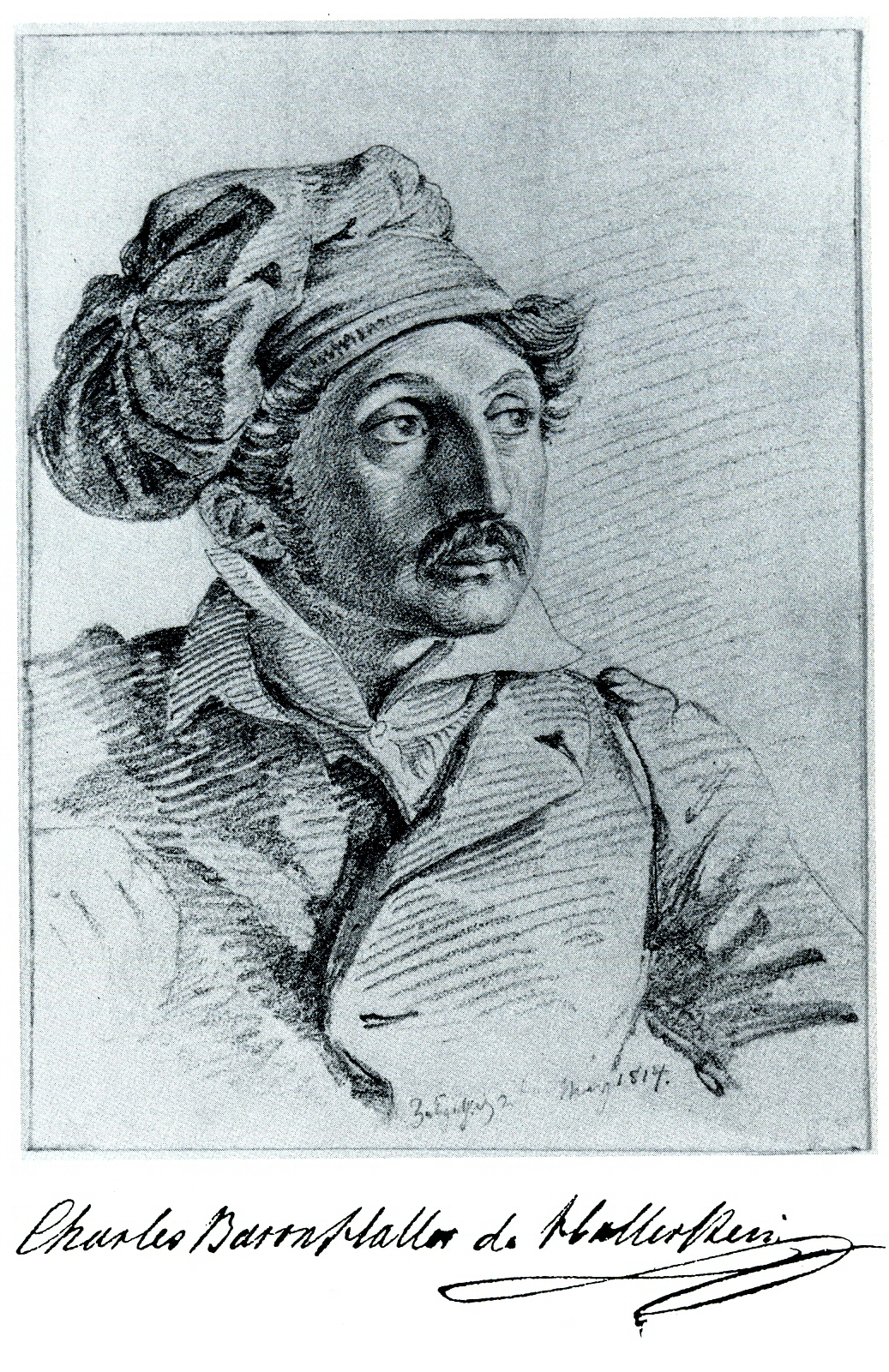
Carl Haller von Hallerstein (1774–1817)

- Haller von Hallerstein, Carl (1774–1817), deutscher ArchitektCarl Haller von Hallerstein (1774–1817)
- Haller von Hallerstein, Christoph (1771–1839), deutscher Zeichner, Kupferstecher, Radierer und Maler
- Haller von Hallerstein, Helga (1927–2017), deutsche Politikerin (CDU), MdEP
- Haller von Hallerstein, Johann Georg (1773–1852), deutscher Offizier
- Haller von Hallerstein, Sigmund (1861–1936), deutscher Politiker (SPD)
- Haller von Hallerstein, Wilhelm Freiherr (* 1952), deutscher Bankmanager
- Haller von Königsfelden, Franz Ludwig (1755–1838), Schweizer Numismatiker, Archivar und Soldat
- Haller, Adolf (1897–1970), Schweizer Schriftsteller
- Haller, Ákos (* 1976), ungarischer Ruderer
- Haller, Albert von (1808–1858), Weihbischof in Chur
- Haller, Albert von (1903–2000), deutscher Publizist
- Haller, Albin (1849–1925), französischer Chemiker
- Haller, Albrecht von (1708–1777), Schweizer Mediziner und DichterAlbrecht von Haller (1708–1777)

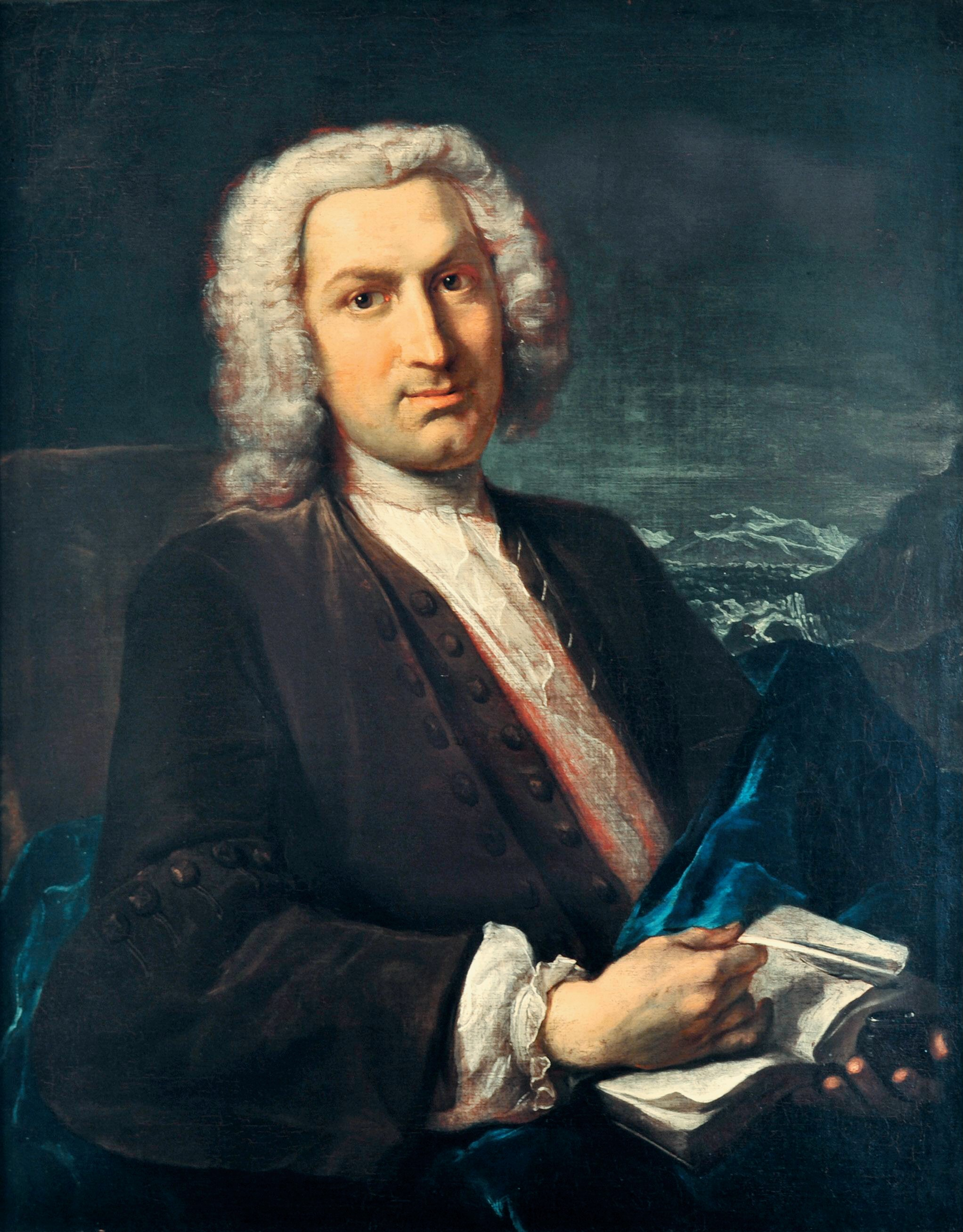
Albrecht von Haller (1708–1777)

- Haller, Alfred (* 1903), deutscher Kaufmann und Politiker (LDPD), MdV
- Haller, André (* 1984), deutscher Kommunikationswissenschaftler, Hochschullehrer und Buchautor
- Haller, Anna (1872–1924), Schweizer Kunsthandwerkerin und Künstlerin
- Haller, Annette (1958–2017), deutsche Judaistin
- Haller, Anton (1907–1958), österreichischer Politiker (ÖVP), Landtagsabgeordneter, Abgeordneter zum Nationalrat, Mitglied des Bundesrates
- Haller, Axel (* 1961), deutscher Ökonom
- Haller, Benedikt (* 1954), deutscher Diplomat
- Haller, Berchtold (1492–1536), Leutpriester und Reformator der Stadt Bern
- Haller, Berchtold (1837–1903), Schweizer Privatgelehrter und Alpinist
- Haller, Bernard (1933–2009), Schweizer Schauspieler und Komiker
- Haller, Celina (* 2000), italienische Skirennläuferin
- Haller, Christian († 1597), Wirt und Oberhauptmann beim Niederösterreichischen Bauernaufstand 1596/1597
- Haller, Christian (* 1943), Schweizer Dramaturg und Schriftsteller
- Haller, Christian (* 1989), Schweizer Snowboarder
- Haller, Christina (* 1968), deutsche Curlerin
- Haller, Christophe (* 1957), Schweizer Politiker (FDP)
- Haller, Daniel (1926–2024), US-amerikanischer Filmarchitekt und Regisseur bei Film und Fernsehen
- Haller, Diana (* 1986), kroatische Opernsängerin (Mezzosopran)
- Haller, Dieter (* 1962), deutscher Ethnologe und Hochschullehrer
- Haller, Dieter W. (1954–2024), deutscher Diplomat
- Haller, Dirk (* 1968), deutscher Ernährungswissenschaftler
- Haller, Edith (* 1944), österreichische Politikerin (FPÖ), Abgeordnete zum Nationalrat
- Haller, Edith (* 1972), italienische Opernsängerin (Sopran)
- Haller, Edouard de (1897–1982), Schweizer Jurist, Diplomat und Botschafter
- Haller, Emil (1842–1923), württembergischer Oberamtmann
- Haller, Ernest (1896–1970), US-amerikanischer Kameramann
- Haller, Ernst (1910–1986), Schweizer Politiker (SP)
- Haller, Erwin (1885–1971), Schweizer Germanist
- Haller, Eugen (1882–1971), Uhrmacher und württembergischer Landtagsabgeordneter
- Haller, Eva (* 1948), rumänische Journalistin
- Haller, Fabienne (* 1994), deutsche Schauspielerin
- Haller, Frank (1943–2024), deutscher Ökonom, Bremer Staatsrat
- Haller, Franz (* 1948), italienischer visueller Anthropologe und Dokumentarfilmer (Südtirol)
- Haller, Franz (* 1959), italienischer Kickboxer
- Haller, Frieda (1888–1972), deutsche Politikerin (SPD, SED)
- Haller, Fritz (1905–1961), österreichischer Gewichtheber
- Haller, Fritz (1924–2012), Schweizer Architekt und MöbeldesignerFritz Haller (1924–2012)

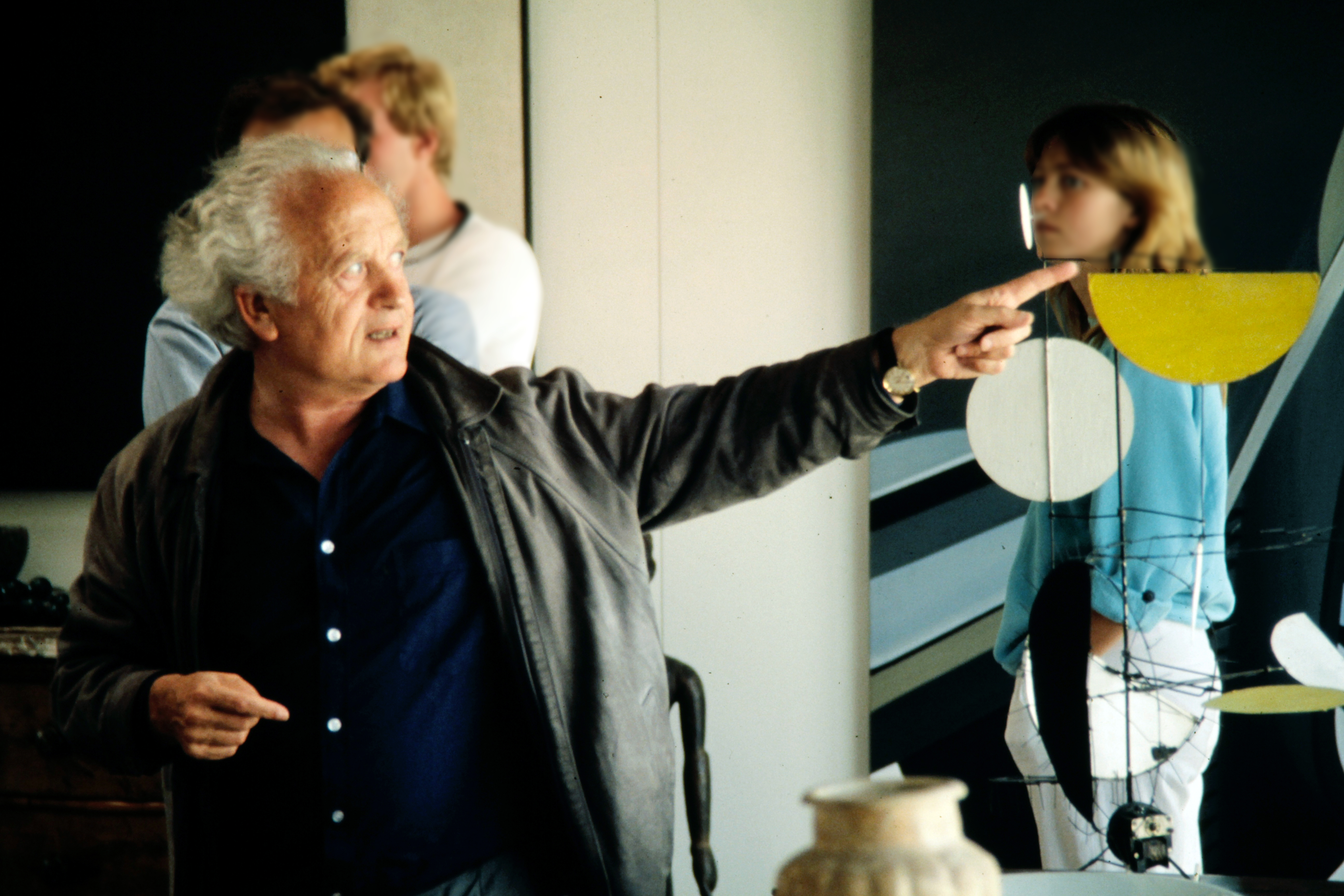
Fritz Haller (1924–2012)

- Haller, Georg (1883–1934), ungarischer Aquarellist, Grafiker und Landschaftsmaler
- Haller, Gert (1944–2010), deutscher Staatssekretär, Chef des Bundespräsidialamtes
- Haller, Gina (* 1987), Schweizer Schauspielerin
- Haller, Gisela (* 1936), deutsche Filmeditorin
- Haller, Gordon (* 1950), US-amerikanischer Triathlet
- Haller, Gottlieb Emanuel von (1735–1786), Schweizer Historiker
- Haller, Gret (* 1947), Schweizer Politikerin (SP) und Publizistin
- Haller, Hanne (1950–2005), deutsche Schlagersängerin, Komponistin, Texterin, Produzentin und TonmeisterinHanne Haller (1950–2005)

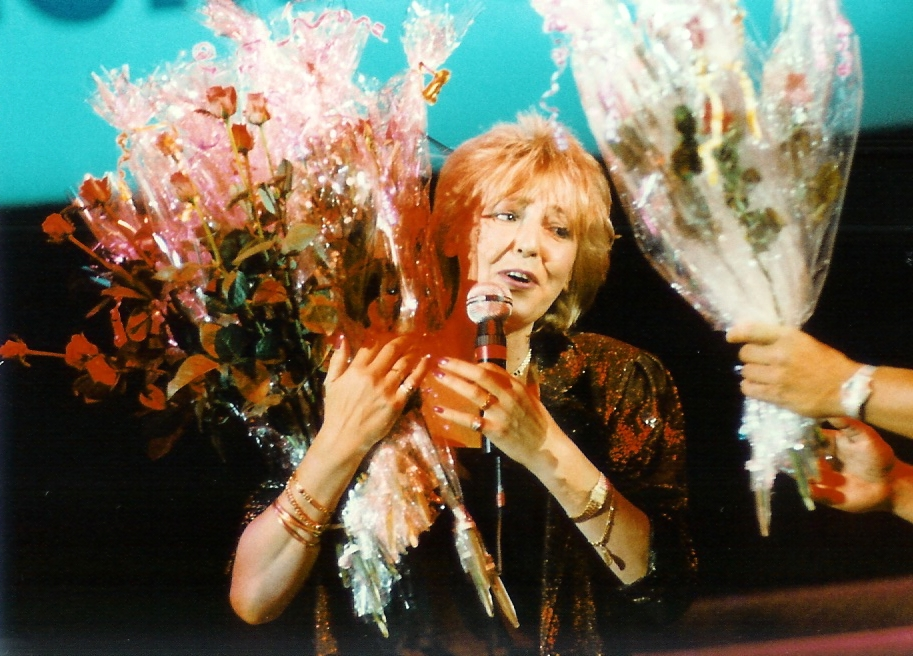
Hanne Haller (1950–2005)

- Haller, Hans († 1547), Goldschmied in Augsburg, Schöpfer von Kronjuwelen
- Haller, Hans (1920–2018), deutscher Mediziner
- Haller, Hans Jakob (1906–1991), deutscher Organist und Chorleiter
- Haller, Hans Peter (1929–2006), deutscher Komponist und Pionier der elektroakustischen Musik
- Haller, Hans-Martin (* 1949), deutscher Politiker (SPD), MdL Baden-Württemberg
- Haller, Heinrich (* 1954), Schweizer Biologe, Direktor des Schweizerischen Nationalparks
- Haller, Heinz (1914–2004), deutscher Wirtschaftswissenschaftler und Staatssekretär
- Haller, Helmut (1939–2012), deutscher Fußballspieler
- Haller, Herbert (1940–2021), österreichischer Jurist, Mitglied des Verfassungsgerichtshofes
- Haller, Herman (1871–1943), deutscher Theaterdirektor und Bühnenschriftsteller
- Haller, Hermann (1880–1950), Schweizer Bildhauer
- Haller, Hermann (1909–1985), Schweizer Filmeditor, Filmregisseur und Drehbuchautor
- Haller, Hermann (1914–2002), Schweizer Komponist
- Haller, Hermann (* 1953), deutscher Internist
- Haller, Hermann (* 1962), österreichischer Politiker (ÖVP), Landtagsabgeordneter, Mitglied des Bundesrates
- Haller, Ina (* 1972), deutsch-schweizerische Schriftstellerin
- Haller, Irene (1908–1999), deutsche Sängerin, Schauspielerin und Pädagogin
- Haller, Isa (* 1958), österreichische Schauspielerin
- Haller, István (1880–1964), ungarischer Journalist, Politiker und Minister
- Haller, Jacques (1897–1961), belgischer Ruderer
- Haller, Jacques de (* 1952), Schweizer Arzt, Verbandsfunktionär und Politiker (SP)
- Haller, Johann (1463–1525), Buchdrucker in Krakau
- Haller, Johann (1844–1906), österreichischer Nordpolfahrer
- Haller, Johann (1883–1949), österreichischer Gastwirt, Landwirt und Politiker (ÖVP), Landtagsabgeordneter
- Haller, Johann Karl Anton (* 1948), deutscher Sprachwissenschaftler und Professor für Maschinelle Übersetzung
- Haller, Johann Nepomuk (1792–1826), österreichischer Bildhauer
- Haller, Johannes (1865–1947), deutscher HistorikerJohannes Haller (1865–1947)

Johannes Haller (1865–1947)

- Haller, Johannes (* 1988), deutsches Model und selbstständiger Unternehmer
- Haller, Johannes der Jüngere (1523–1575), Schweizer evangelischer Geistlicher und Reformator
- Haller, Johannes Evangelist (1825–1900), Kardinal und Fürsterzbischof von Salzburg
- Haller, John (1927–1984), schweizerisch-amerikanischer Geologe, Grönlandforscher und Alpinist
- Haller, Josef (1810–1886), deutscher Publizist, Journalist und Sprichwortforscher
- Haller, Joseph († 1773), österreichischer Maler des Spätbarock
- Haller, Jost, elsässischer Maler
- Haller, Józef (1873–1960), polnischer General der Zweiten Polnischen RepublikJózef Haller (1873–1960)

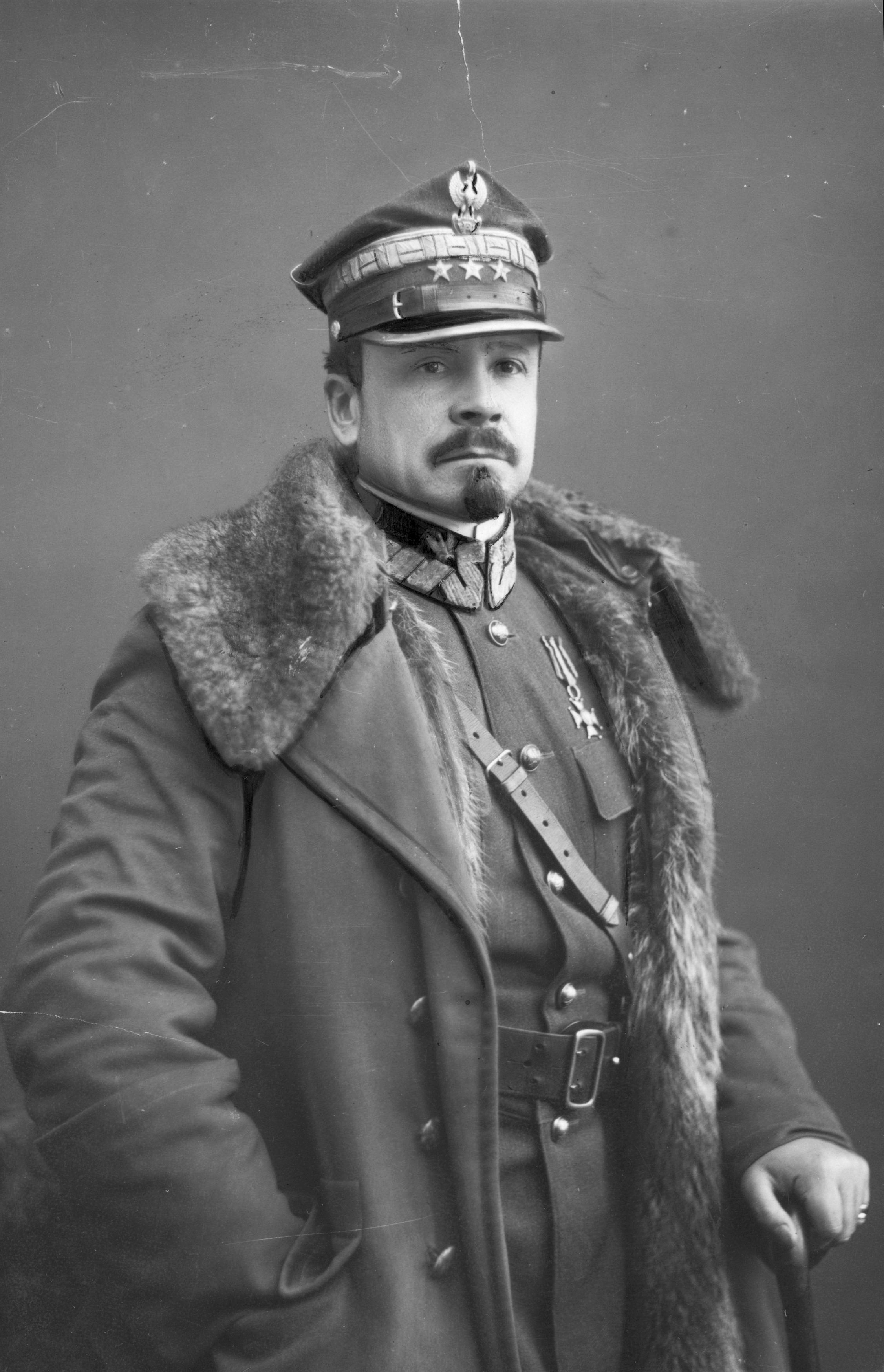
Józef Haller (1873–1960)

- Haller, Jürgen (* 1961), deutscher Fußballspieler
- Haller, Karl (1884–1963), deutscher Ingenieur und Kommunalpolitiker
- Haller, Karl Ludwig von (1768–1854), Schweizer Staatsrechtler
- Haller, Katja (* 1981), italienische Biathletin
- Haller, Kevin (* 1970), kanadischer Eishockeyspieler
- Haller, Klaus (1936–2020), deutscher Jurist und Politiker (CDU), MdL
- Haller, Klaus (1939–2011), deutscher Bibliothekar, Musikwissenschaftler, Komponist und Chorleiter
- Haller, Klaus Jürgen (* 1940), deutscher Hörfunk-Journalist
- Haller, Konrad (1486–1525), Bibliothekar des Klosters St. Gallen (1523–1525)
- Haller, Lea (* 1977), Schweizer Historikerin und Journalistin
- Haller, Leonhard († 1570), katholischer Weihbischof der Diözese Eichstätt
- Haller, Lilli (1874–1935), Schweizer Schriftstellerin
- Haller, Louis-Séverin (1895–1987), französisch-schweizerischer Ordensgeistlicher, Abt der Abtei Saint-Maurice, Bischof
- Haller, Marc (* 1987), Schweizer Comedy-Zauberer
- Haller, Marco (* 1984), deutscher Fußballspieler
- Haller, Marco (* 1991), österreichischer RadrennfahrerMarco Haller (* 1991)

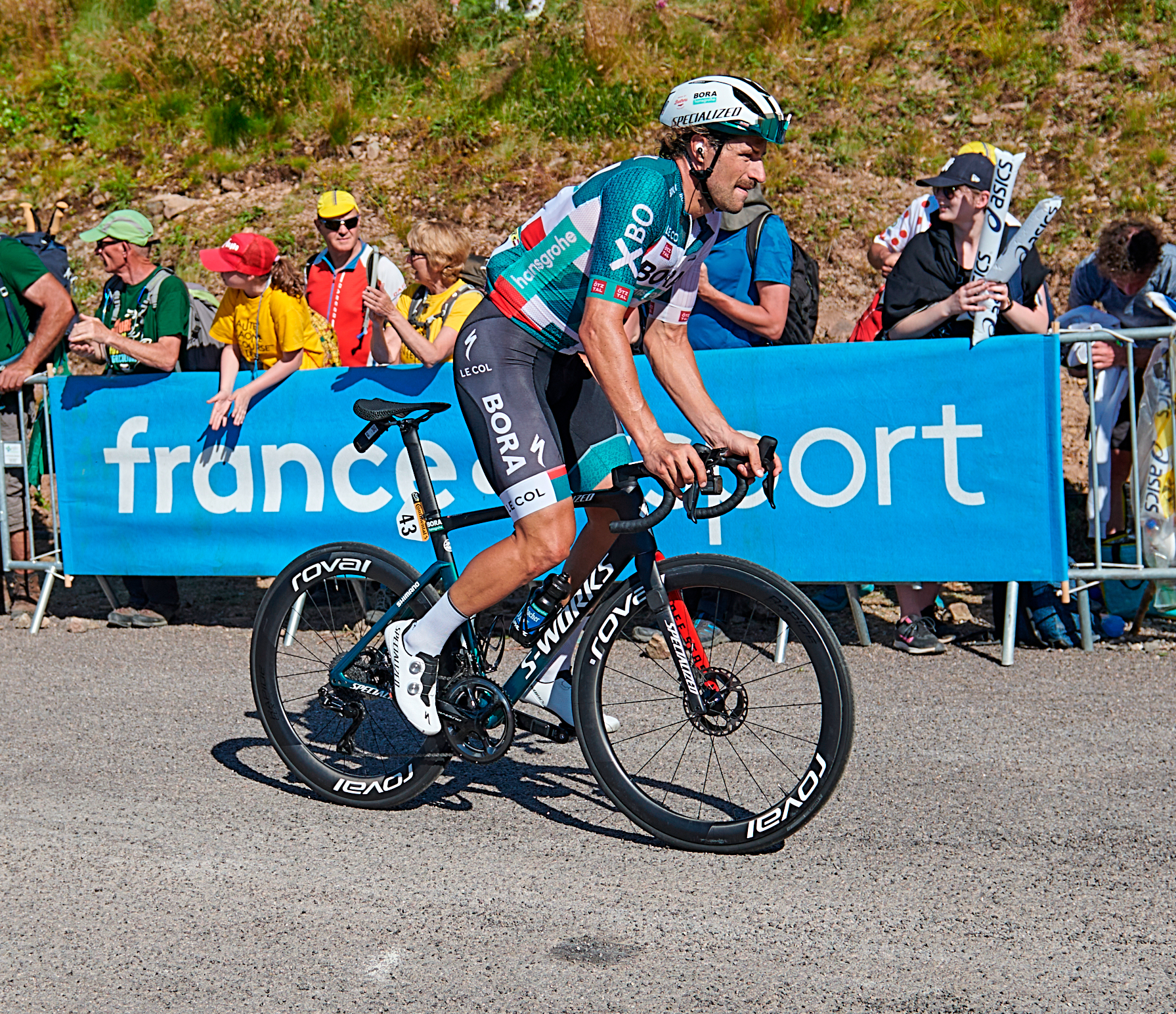
Marco Haller (* 1991)

- Haller, Margarete (1893–1995), deutsche Kinder- und Jugendbuchautorin
- Haller, Martin (1835–1925), deutscher Architekt, MdHB
- Haller, Martin (* 1959), österreichischer Journalist und Sachbuchautor
- Haller, Martin (* 1983), deutscher Politiker (SPD), MdL
- Haller, Martin Joseph (1770–1852), deutscher Kaufmann und Bankier
- Haller, Mattias (* 2009), Schweizer Nordischer Kombinierer und Skispringer
- Haller, Max (1867–1935), deutscher Ingenieur und Manager
- Haller, Max (1879–1949), Schweizer evangelischer Geistlicher und Hochschullehrer
- Haller, Max (1895–1971), österreichischer Politiker (KPÖ), Regierungsmitglied von Vorarlberg
- Haller, Max (* 1947), österreichischer Soziologe
- Haller, Michael (1840–1915), Regensburger Kirchenmusiker und Komponist
- Haller, Michael (* 1945), deutscher Journalist und Medienwissenschaftler
- Haller, Nicolaus Ferdinand (1805–1876), Jurist, Senator und Bürgermeister der Freien und Hansestadt Hamburg
- Haller, Nikolaus (1539–1584), Fuggerischer Faktor in Genua, Mailand und in Spanien
- Haller, Oswald (1908–1989), österreichischer Grafiker und Maler
- Haller, Patrick (* 1997), deutscher Radsportler
- Haller, Paul (1882–1920), Schweizer Schriftsteller
- Haller, Peter (* 1967), deutscher Wirtschaftsprüfer
- Haller, Peter von (* 1961), deutscher Kameramann
- Haller, Philipp (1698–1772), österreichischer Maler
- Haller, Reinhard (* 1951), österreichischer Facharzt für Psychiatrie und NeurologieReinhard Haller (* 1951)

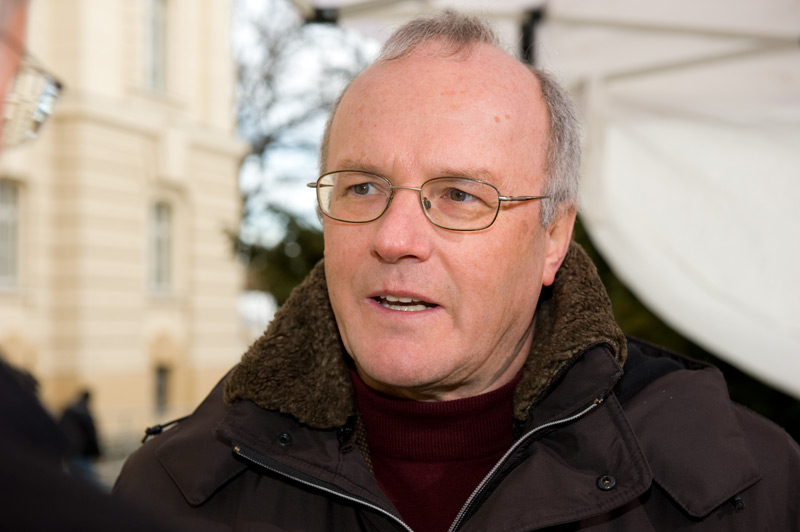
Reinhard Haller (* 1951)

- Haller, Reinhold (* 1955), deutscher Erziehungswissenschaftler und Fachbuchautor
- Haller, René (* 1933), Schweizer Tropenagronom
- Haller, René (* 1973), österreichischer Fußballspieler
- Haller, Richard (1925–1983), österreichischer Schauspieler und Synchronsprecher
- Haller, Robin (* 1986), deutscher Handballspieler und -trainer
- Haller, Rolf (1933–1987), deutscher Apotheker
- Haller, Rolf (* 1957), deutscher Radrennfahrer
- Haller, Rolf (* 1970), Schweizer Politiker (EDU Aargau)
- Haller, Roman (1920–2010), österreichischer Maler und Grafiker
- Haller, Roman (* 1944), Überlebender des Holocaust
- Haller, Rudolf (1929–2014), österreichischer Philosoph
- Haller, Ruedi, Schweizer Geograf
- Haller, Salomé (* 1975), französische Opern- und Oratoriensängerin (lyrischer Sopran)
- Haller, Sébastien (* 1994), ivorisch-französischer FußballspielerSébastien Haller (* 1994)

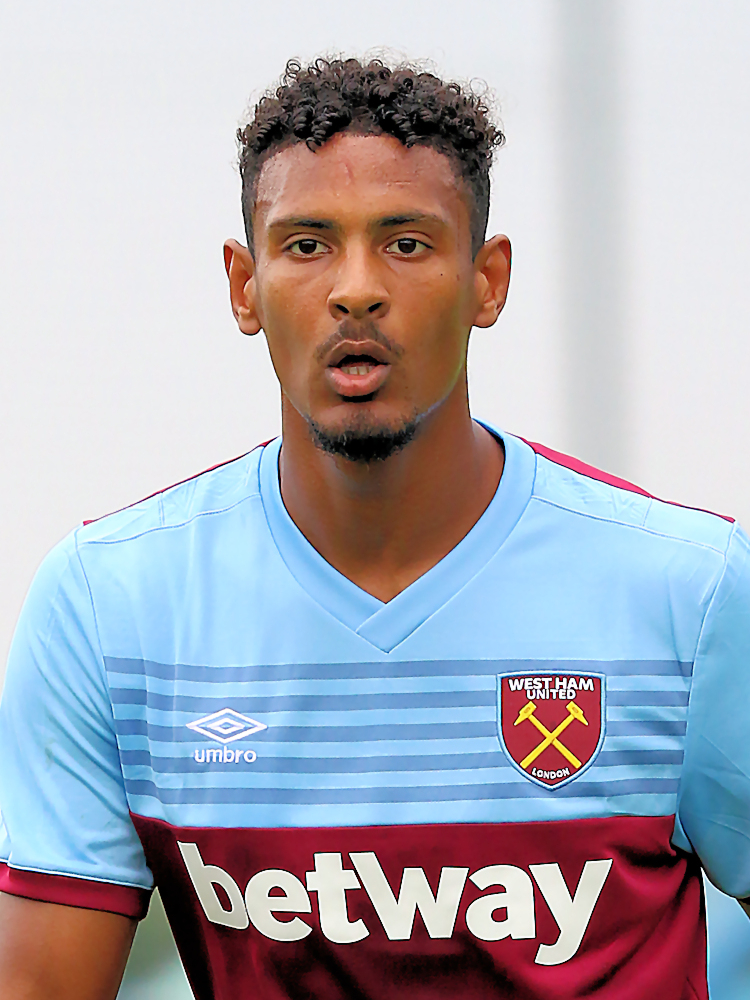
Sébastien Haller (* 1994)

- Haller, Sven (* 1980), deutscher Politiker (FDP)
- Haller, Theodor (1841–1887), Schweizer Jurist und Politiker
- Haller, Theodor (1915–2003), Schweizer Hörfunk- und Fernsehmoderator
- Haller, Thomas (1854–1917), deutscher Uhrenfabrikant
- Haller, Thomas (* 1966), deutscher Kantor, Organist, Chorleiter, Orgelsachverständiger und Kirchenmusikdirektor
- Haller, Tim (* 1995), deutscher Badmintonspieler
- Haller, Tina (* 1984), österreichische Schauspielerin
- Haller, Ursina (* 1985), Schweizer Snowboarderin
- Haller, Ursula (* 1948), Schweizer Politikerin (BDP)Ursula Haller (* 1948)

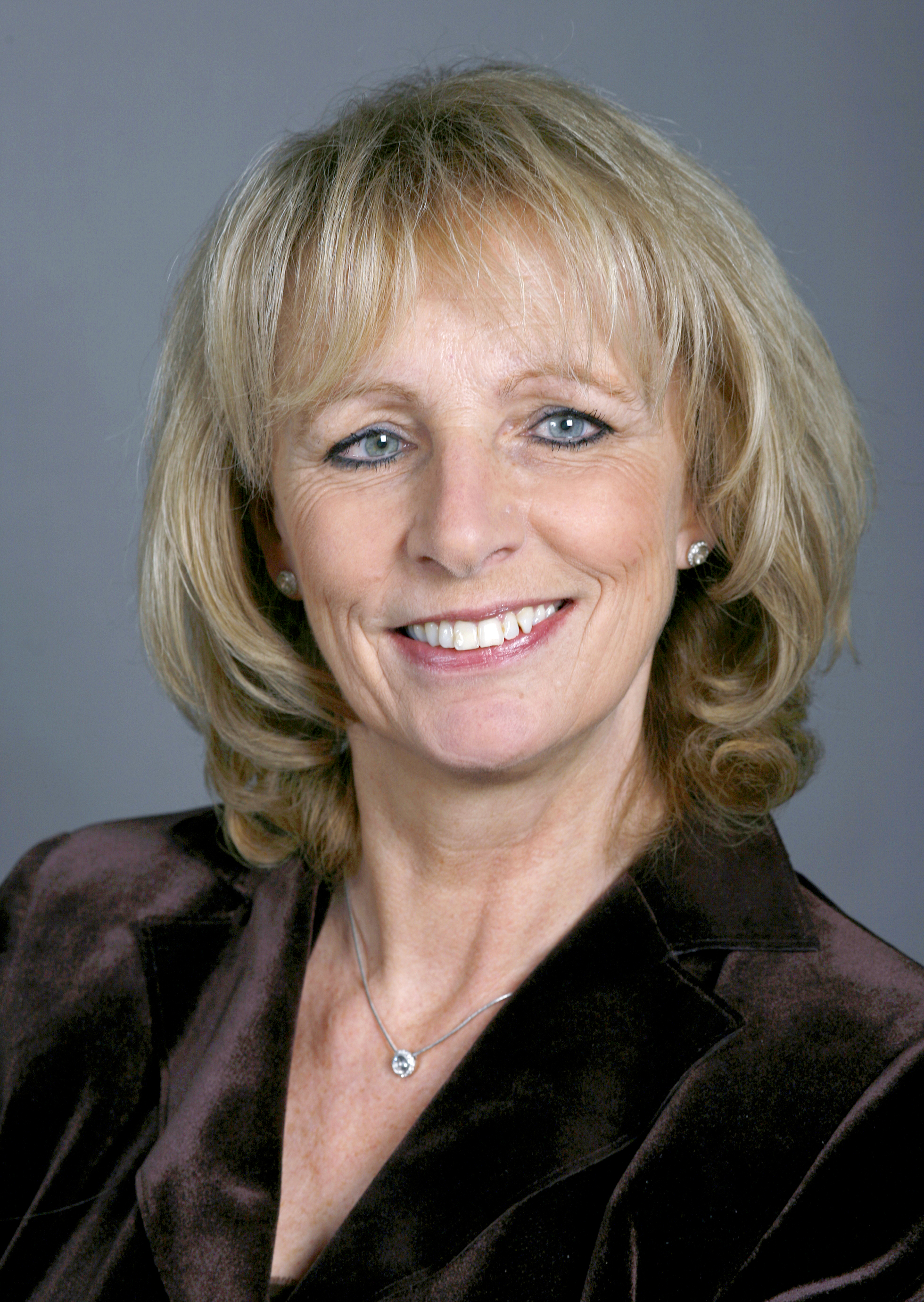
Ursula Haller (* 1948)

- Haller, Valerie (* 1970), deutsche Moderatorin und Börsenreporterin
- Haller, Vera (1910–1991), ungarisch-schweizerische Tänzerin und Malerin
- Haller, Walter (* 1939), Schweizer Rechtswissenschafter
- Haller, Wilhelm (1873–1950), deutscher Maler
- Haller, Wilhelm (1884–1956), deutsch-jüdischer Architekt
- Haller, Wilhelm (1935–2004), deutscher Unternehmer, Social-Entrepreneur, Vater der Gleitzeit
- Haller, William (1885–1974), US-amerikanischer Anglist und Historiker
- Haller, Wolfgang (1525–1601), Schweizer Theologe
- Haller, Wolfgang (1924–1994), deutscher Schauspieler und Regisseur
- Haller-Braus, Hedwig (1900–1989), Schweizer Bildhauerin
- Haller-Haid, Rita (* 1950), deutsche Politikerin (SPD), MdL
- Haller-Rechtern, Ludwig (1904–1986), deutscher Maler und Zeichner
- Hallerbach, Achim (* 1966), deutscher Politiker (CDU), Landrat des Landkreises Neuwied
- Hallerbach, Theodoriana (1898–1944), deutsche Steyler Missionsschwester und Märtyrin
- Hallermann, August (1896–1966), deutscher Politiker (NSDAP), MdR
- Hallermann, Friederike (* 1979), deutsche Schauspielerin
- Hallermann, Georg (1898–1930), deutscher paramilitärischer Aktivist
- Hallermann, Hannah (* 1982), deutsche Konzeptkünstlerin
- Hallermann, Heribert (* 1951), deutscher Theologe und Professor für Kirchenrecht
- Hallermann, Ludger (1936–2019), deutscher Geodät
- Hallermann, Wilhelm (1901–1975), deutscher Arzt und Rechtsmediziner
- Hallerstede, Fritz (1904–1989), deutscher Politiker (SPD), MdBB
- Hallerstein, August von (1703–1774), österreichischer Jesuit und China-Missionar
- Hallervorden, Dieter (* 1935), deutscher Komiker, Kabarettist, Schauspieler, Sänger, Synchronsprecher, Moderator und TheaterleiterDieter Hallervorden (* 1935)

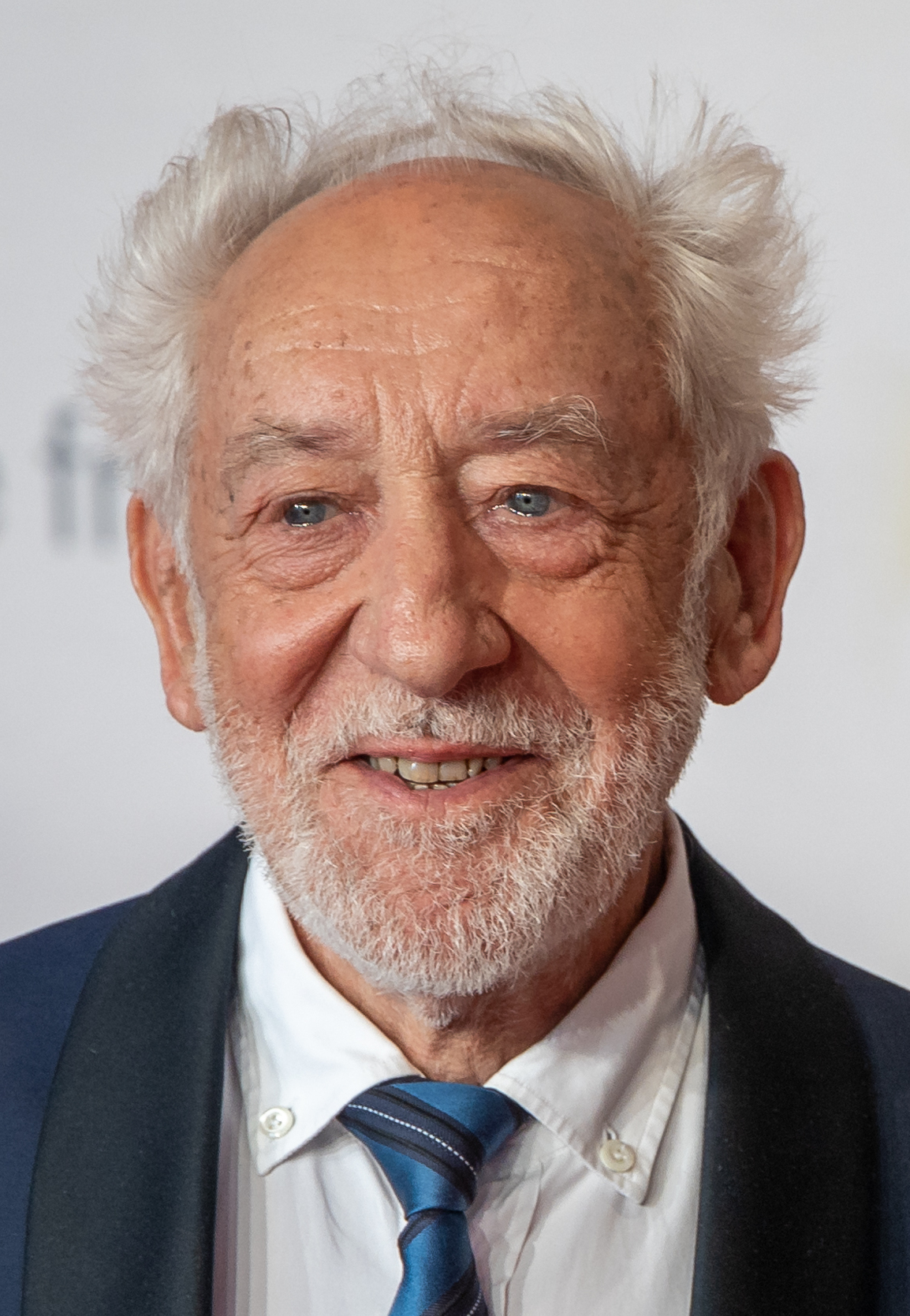
Dieter Hallervorden (* 1935)

- Hallervorden, Dieter junior (* 1963), deutscher Schauspieler
- Hallervorden, Hans (1872–1965), deutscher Landschaftsarchitekt
- Hallervorden, Johannes (* 1998), deutscher Schauspieler
- Hallervorden, Julius (1882–1965), deutscher Arzt und Hirnforscher
- Hallervorden, Margarete (1887–1972), deutsche Politikerin (SPD), Mitglied der Stadtverordnetenversammlung von Groß-Berlin
- Hallervorden, Nathalie (* 1966), deutsche SchauspielerinNathalie Hallervorden (* 1966)

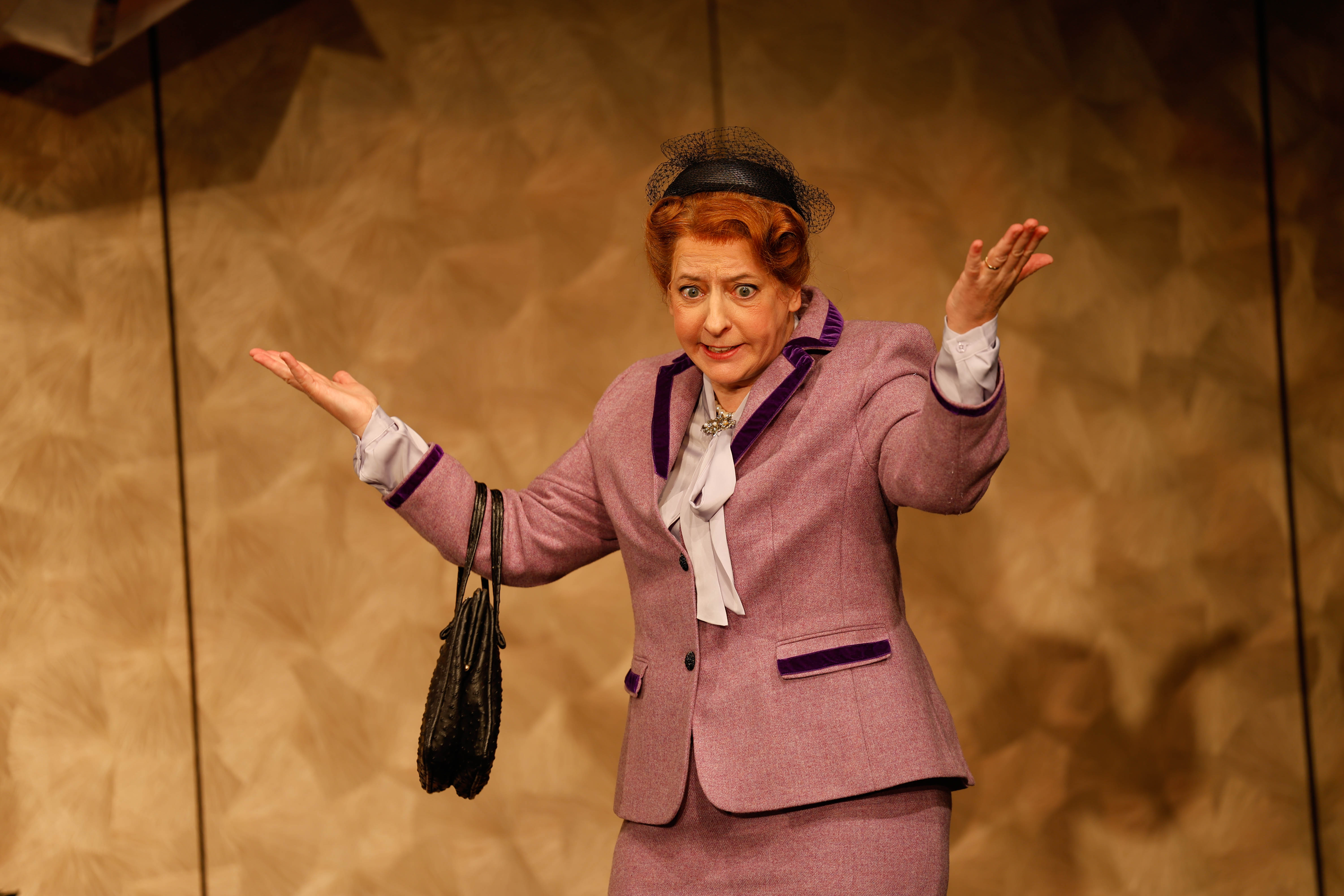
Nathalie Hallervorden (* 1966)

#### Halles
- Hallesby, Ole (1879–1961), norwegischer Erweckungsprediger und lutherischer Theologe
- Hallest, Knud (1909–1991), dänischer Schauspieler

#### Hallet
- Hallet, Wolfgang (* 1951), deutscher Anglist
- Hallett, Andy (1975–2009), US-amerikanischer Schauspieler und Sänger
- Hallett, Christopher H., US-amerikanischer Klassischer Archäologe
- Hallett, Gordon (1905–1993), kanadischer Pianist und Musikpädagoge
- Hallett, Henry Lancelot Paxton (1916–1990), südafrikanischer römisch-katholischer Ordensgeistlicher und Bischof von Rustenburg
- Hallett, Kevin (1929–2021), australischer Schwimmer
- Hallett, Mal (1896–1952), US-amerikanischer Jazz-Violinist und Bigband-Leader
- Hallett, Mark (* 1947), US-amerikanischer Paläokünstler
- Hallett, Michelle Butler (* 1971), kanadische Schriftstellerin
- Hallett, Mike (* 1959), englischer Snookerspieler
- Hallett, Rod, britischer Schauspieler
- Hallett, Sylvia (* 1953), britische Musikerin
- Halletz, Erwin (1923–2008), österreichischer Komponist, Arrangeur und Dirigent

#### Halleu
- Halleux, Robert (1946–2024), belgischer Wissenschaftshistoriker

#### Hallex
- Hallex, Kurt (* 1910), deutscher Fußballspieler

#### Halley
- Halley, Albert (1843–1920), deutscher Verwaltungs- und Ministerialbeamter
- Halley, Edmond (1656–1742), englischer AstronomEdmond Halley (1656–1742)

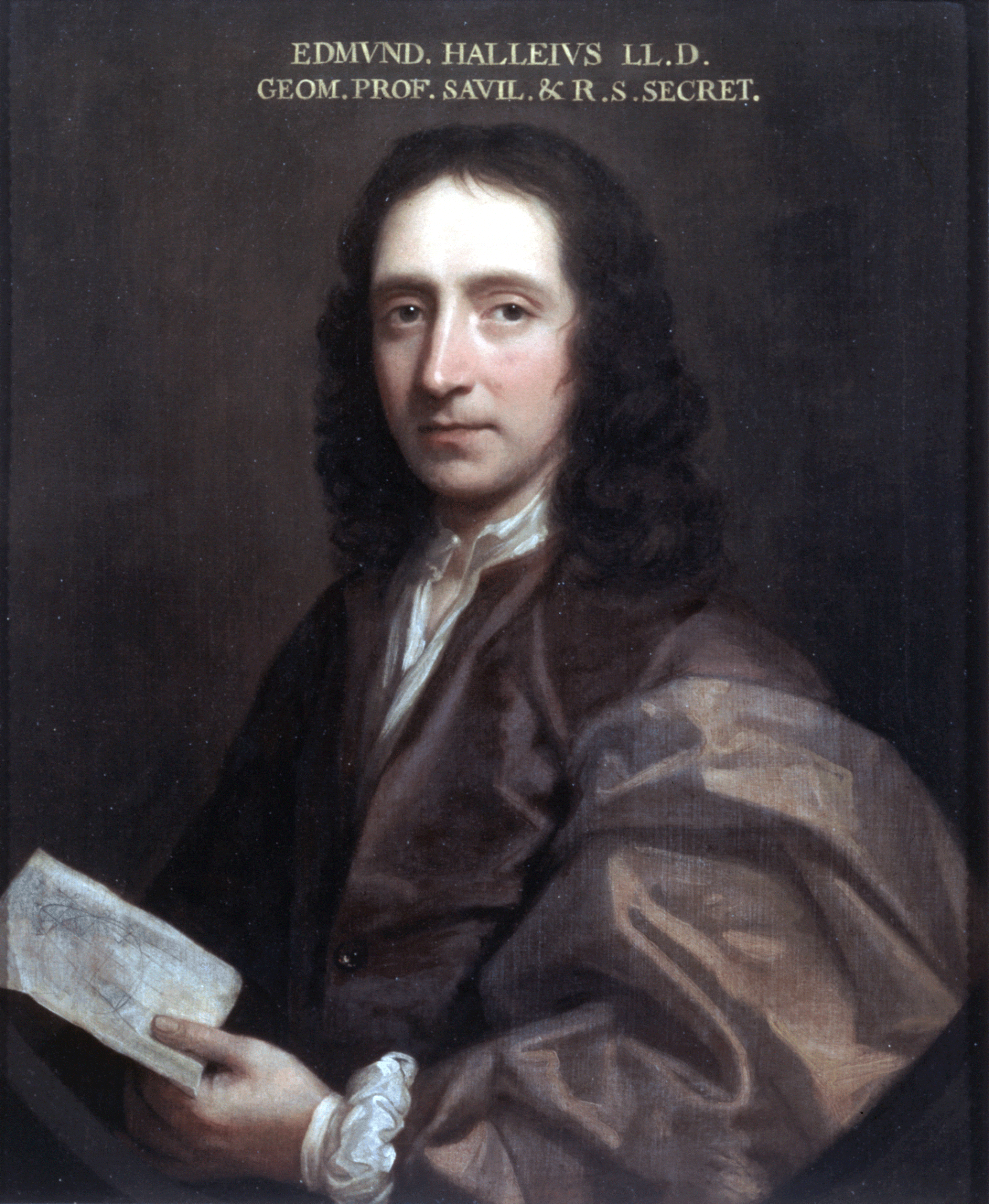
Edmond Halley (1656–1742)

- Halley, Ina (1927–1992), deutsche Schauspielerin
- Halley, Paul (* 1952), kanadischer Organist, Chorleiter und Komponist
- Halley, Paul-Louis (1934–2003), französischer Unternehmer
- Halley, Peter (* 1953), US-amerikanischer Künstler (Abstrakte Kunst)
- Halley, Rich (* 1947), US-amerikanischer Jazzmusiker

### Hallf
- Hällfritzsch, Rainer (* 1952), deutscher Dokumentarfilmer

### Hallg
- Hallgarten, Charles (1838–1908), deutsch-US-amerikanischer Bankier, Philanthrop und Sozialreformer
- Hallgarten, Constanze (1881–1969), deutsche Pazifistin und Frauenrechtlerin
- Hallgarten, Fritz (1865–1925), deutscher Chemiker
- Hallgarten, George W. F. (1901–1975), deutschstämmiger US-amerikanischer Historiker
- Hallgarten, Richard (1905–1932), deutscher Maler
- Hallgarten, Robert (1870–1924), deutscher privat forschender Jurist und Germanist
- Hallgerður Gísladóttir (1952–2007), isländische Ethnologin, Anthropologin und Dichterin
- Hallgren, Bengt (1925–2021), schwedischer Geistlicher und Erzbischof
- Hallgren, Frida (* 1974), schwedische Film- und TheaterschauspielerinFrida Hallgren (* 1974)

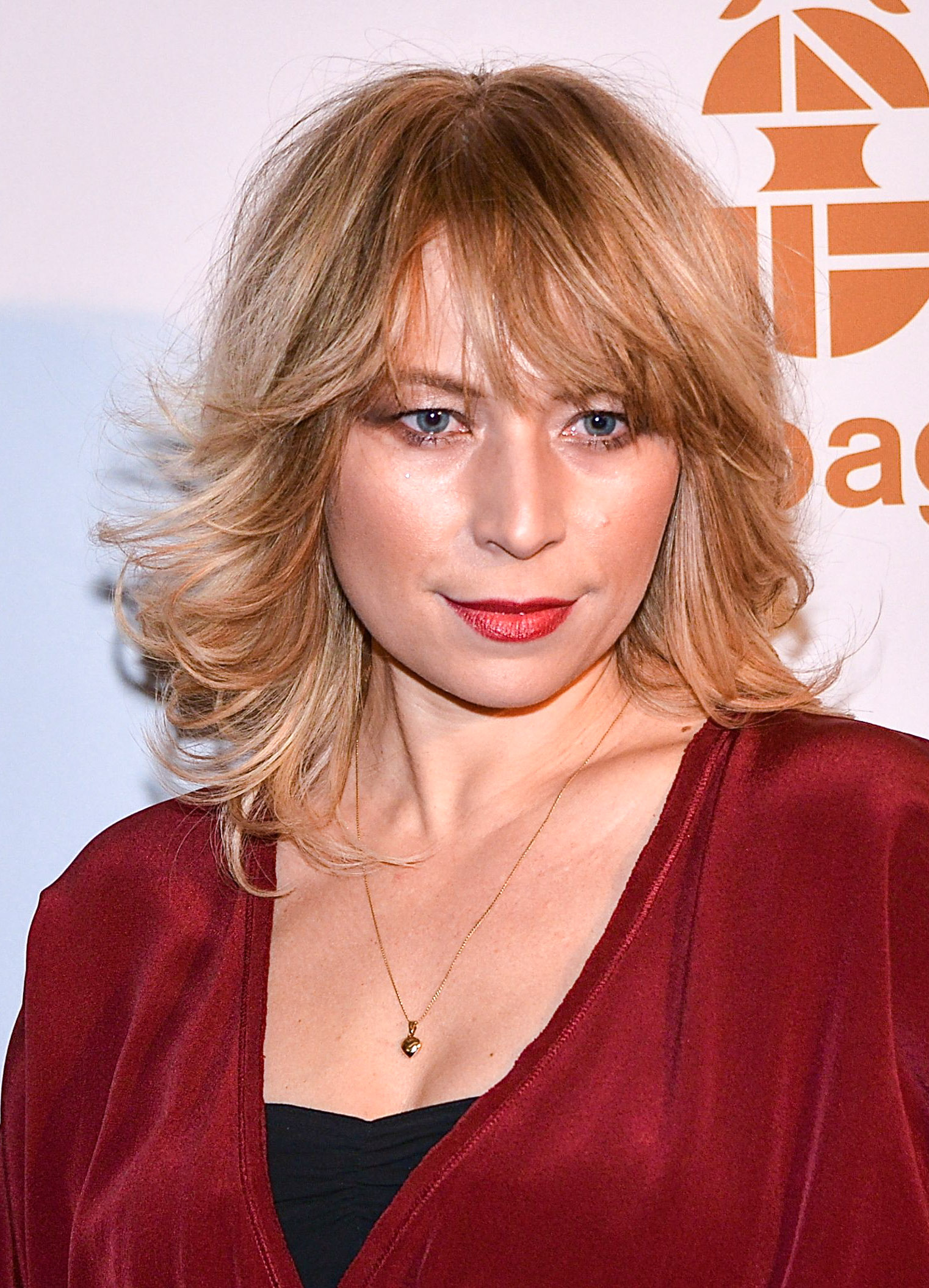
Frida Hallgren (* 1974)

- Hällgren, Mart (* 1968), schwedischer Punk-Musiker
- Hallgren, Mikael (* 1964), schwedischer Poolbillardspieler
- Hallgrimson, Daniel (* 1972), US-amerikanisch-deutscher Basketballspieler und Musiker
- Hallgrimson, Markus (* 1975), deutscher Basketballspieler
- Hallgrimson, Paul (1945–2020), US-amerikanischer Basketballtrainer
- Hallgrímur Helgason (* 1959), isländischer Schriftsteller
- Hallgrímur Jónasson (* 1986), isländischer Fußballspieler
- Hallgrímur Pétursson (1614–1674), isländischer Pfarrer und Schriftsteller
- Hallgrímur Sveinsson (1841–1909), isländischer Bischof

### Hallh
- Hallhuber, Erich junior (1951–2003), deutscher Volksschauspieler und Synchronsprecher
- Hallhuber, Erich senior (1929–2015), deutscher Schauspieler und Opernsänger (Bassbariton)
- Hallhuber, Heino (1927–2021), deutscher Tänzer, Choreograph und Schauspieler

### Halli
- Halli, Herbert (1953–1975), deutsches Todesopfer an der Berliner Mauer
- Halliburton, John (1740–1808), schottisch-kanadischer Mediziner und Politiker
- Halliburton, Richard (* 1900), US-amerikanischer Abenteurer und ReiseschriftstellerRichard Halliburton (* 1900)

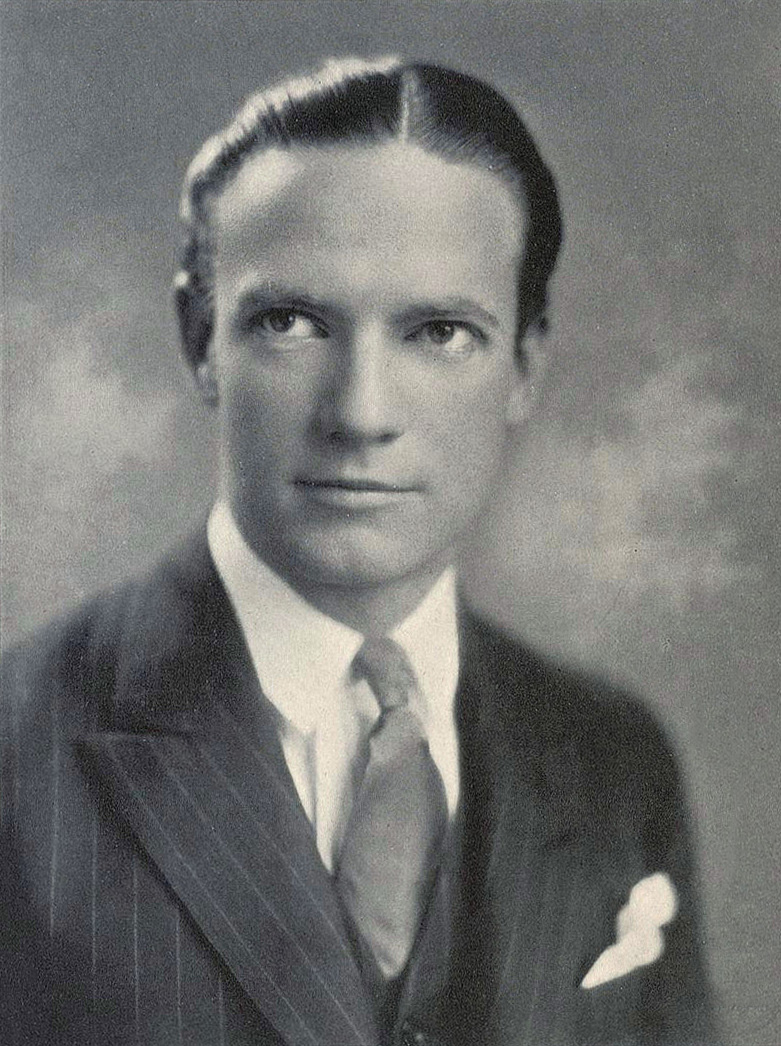
Richard Halliburton (* 1900)

- Halliche, Rafik (* 1986), algerischer Fußballspieler
- Halliday, Amber (* 1979), australische Ruderin
- Halliday, Andy (* 1991), schottischer Fußballspieler
- Halliday, Brett (1904–1977), US-amerikanischer Schriftsteller
- Halliday, Brooke (* 1995), neuseeländische Cricketspielerin
- Halliday, Dave (1901–1970), schottischer Fußballspieler
- Halliday, David (1916–2010), US-amerikanischer Physiker
- Halliday, Denis (* 1941), irischer UN-Diplomat
- Halliday, Don (* 1947), britischer Sprinter
- Halliday, F. E. (1903–1982), britischer Autor
- Halliday, Fred (1946–2010), irischer Politikwissenschaftler
- Halliday, James (1918–2007), englischer Gewichtheber
- Halliday, Jana (* 1997), belarussische Billardspielerin
- Halliday, Jiei (* 1996), japanischer Eishockeyspieler
- Halliday, John (1880–1947), US-amerikanischer Schauspieler
- Halliday, Lin (1936–2000), US-amerikanischer Tenorsaxophonist des Modern Jazz
- Halliday, Lisa (* 1977), freie Lektorin und Übersetzerin
- Halliday, Matt (* 1979), neuseeländischer Automobilrennfahrer
- Halliday, Michael (1925–2018), englischer Sprachwissenschaftler
- Halliday, Tim (1945–2019), britischer Biologe, Herpetologe, Naturschützer und Tiermaler
- Hallidie, Andrew Smith (1836–1900), Förderer der „Clay Street Hill Railroad“ in San Francisco, USA
- Hallier, Christian (1901–1978), deutscher Bibliothekar
- Hallier, Eduard (1836–1889), deutscher Architekt und Politiker
- Hallier, Eduard (1866–1959), deutscher Rechtsanwalt
- Hallier, Ernst (1831–1904), deutscher Botaniker und Philosoph
- Hallier, Hans (1868–1932), deutscher Botaniker
- Hallier, Hans Theodor (1908–1982), deutscher Maler
- Hallier, Hans-Joachim (1930–2020), deutscher Diplomat
- Hallier, Heinz Harald (* 1936), deutscher Konteradmiral
- Hallier, Jean-Edern (1936–1997), französischer Schriftsteller und Journalist
- Hallier, Lori (* 1959), kanadische Schauspielerin
- Hallifax, Kelvyn (* 1952), britischer Komponist, Sänger, Musiker und Musikproduzent
- Hallig, Christian (1909–2001), deutscher Drehbuchautor, Schriftsteller, Dokumentarfilmer, Filmregisseur und Filmproduzent
- Hallig, Rudolf (1902–1964), deutscher Romanist und Sprachwissenschaftler
- Halligan, Brendan (1936–2020), irischer Politiker, MdEP
- Halligan, Bronte (* 1996), australische Wasserballspielerin
- Halligan, Dick (1943–2022), amerikanischer Musiker und Komponist
- Halligan, John (* 1955), irischer Politiker
- Halligan, Tim (* 1952), US-amerikanischer Schauspieler
- Hallik, Klara (* 1933), estnische Politologin und Politikerin
- Hallin, Annika (* 1968), schwedische SchauspielerinAnnika Hallin (* 1968)

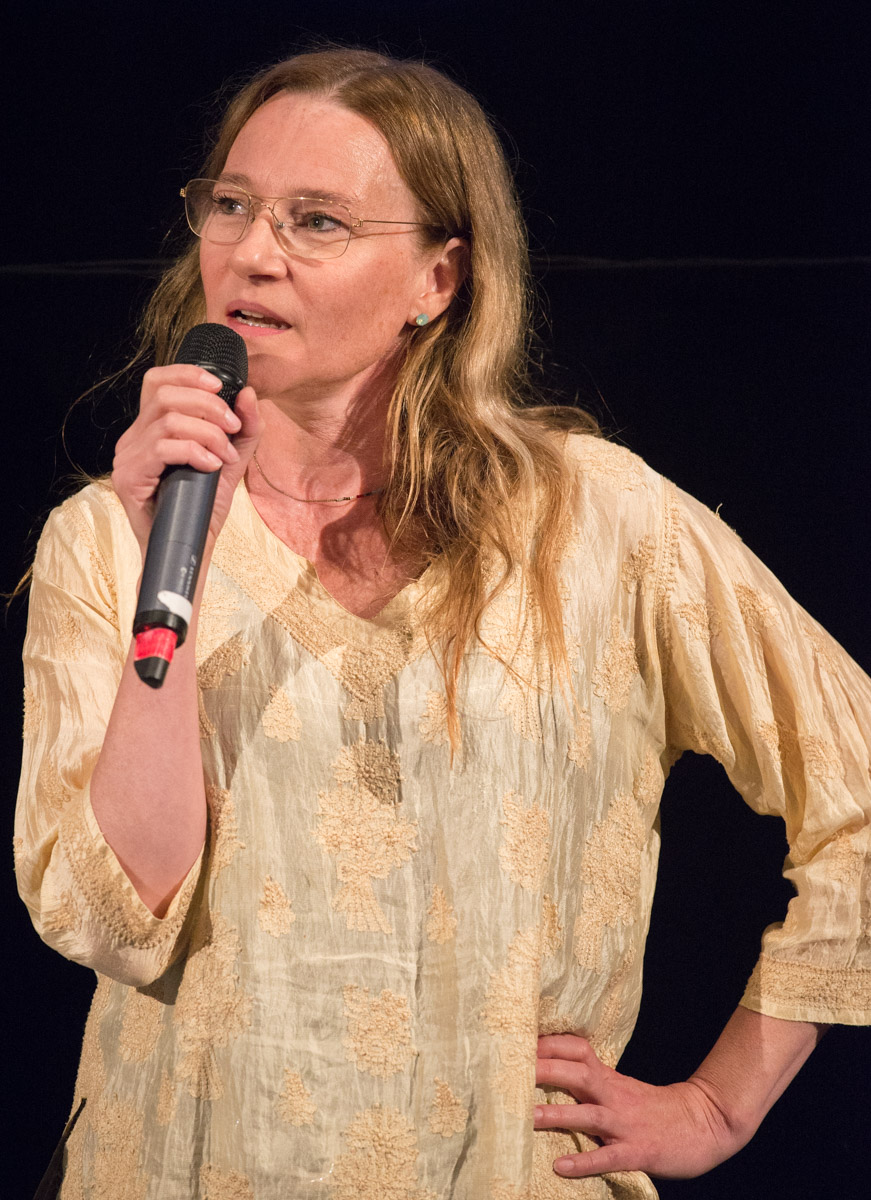
Annika Hallin (* 1968)

- Hallin, Daniel C. (* 1953), amerikanischer Politik- und Kommunikationswissenschaftler
- Hallin, Mats (* 1958), schwedischer Eishockeyspieler
- Hallinan, Hazel Hunkins (1890–1982), amerikanische Chemikerin, Journalistin und Aktivistin
- Hallinan, Maureen T. (1940–2014), US-amerikanische Soziologin
- Hallinan, Olivia (* 1985), britische Schauspielerin
- Hallinan, Paul John (1911–1968), US-amerikanischer Geistlicher, Erzbischof von Atlanta
- Halling, Ludwig (* 1882), deutscher Justizbeamter und Politiker der Deutschen Demokratischen Partei (DDP)
- Halling-Johansson, Einar (1893–1958), schwedischer Fußballspieler
- Hallinger, Ernst (1905–1977), österreichischer Politiker (SPÖ), Landtagsabgeordneter, Mitglied des Bundesrates
- Hallinger, Kassius (1911–1991), deutscher Kirchenhistoriker
- Hallinger, Therese (1909–2001), deutsche Handwerksmeisterin und Kunstdozentin
- Hallingström, Daniel (* 1981), schwedischer Fußballspieler
- Hallisay, Brian (* 1978), US-amerikanischer Schauspieler
- Hallisey, Caroline (* 1980), US-amerikanische Shorttrackerin
- Hallisey, Connor (* 1993), US-amerikanischer Fußballspieler
- Hallitzky, Eike (* 1959), deutscher Politiker (Bündnis 90/Die Grünen), MdL
- Halliwell, Barberton (1864–1919), südafrikanischer Cricketspieler
- Halliwell, Barry (* 1949), britischer Biochemiker
- Halliwell, Geri (* 1972), britische Popsängerin, Songwriterin, Autorin und SchauspielerinGeri Halliwell (* 1972)

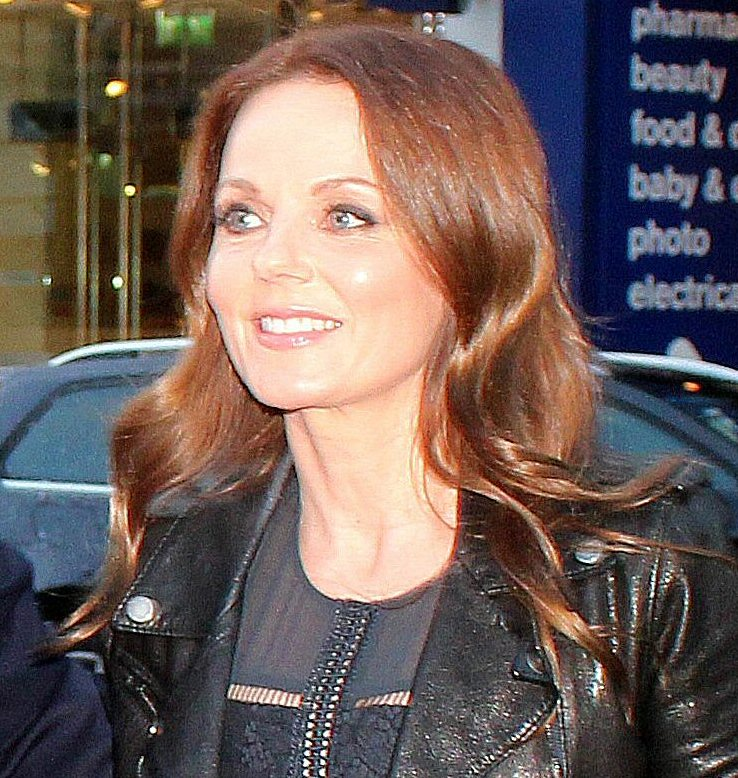
Geri Halliwell (* 1972)

- Halliwell, Kenneth (1926–1967), britischer Autor und Schauspieler, Lebensgefährte von Joe Orton
- Halliwell, Leslie (1929–1989), britischer Autor, Filmjournalist, Filmkritiker und Filmhistoriker
- Halliwell, Stephen (* 1953), britischer Gräzist
- Halliwell, Steve (1946–2023), britischer Schauspieler
- Halliwell-Phillipps, James Orchard (1820–1889), britischer Literaturhistoriker

### Hallk
- Hallkvist, Gunnar (1919–2014), schwedischer Eisschnellläufer

### Hallm
- Hallman, Arnette (* 1958), US-amerikanischer Basketballspieler
- Hallman, Harry M. (1934–2011), US-amerikanischer Politiker, Bürgermeister von Mount Pleasant, South Carolina
- Hallman, Viola (1944–2012), deutsche Unternehmerin
- Hallmann, Anton (1812–1845), deutscher Maler, Zeichner und Schriftsteller
- Hallmann, Blalla W. (1941–1997), deutscher Maler und Grafiker
- Hallmann, Carsten (* 1961), deutscher Fußballtorhüter
- Hallmann, Christian (* 1992), österreichischer Handballspieler
- Hallmann, Christopher (* 1983), deutscher Leichtathlet (Zehnkampf)
- Hallmann, Dietmar (* 1935), deutscher Musiker und Musikpädagoge
- Hallmann, Eduard (1813–1855), deutscher Arzt und Naturforscher
- Hallmann, Friedrich Sylvius von (1716–1786), preußischer Oberst und Chef des Garnisonsregiments Nr. 1
- Hallmann, Johann Christian, deutscher Dramatiker der Barockzeit
- Hallmann, Johannes (* 1964), deutscher Agrarwissenschaftler und Phytomediziner
- Hallmann, Klemens (* 1976), österreichischer Unternehmer und Filmproduzent
- Hallmann, Kurt, deutscher Fußballspieler
- Hallmann, Maike (* 1979), deutsche Autorin von Fantasy und Science-Fiction
- Hallmann, Richard Anton (1856–1918), deutscher Baubeamter
- Hallmann, Sarah (* 1985), deutsche Köchin
- Hallmann, Sebastian (* 1977), deutscher Langstreckenläufer
- Hallmeier, Helmut (1933–1976), deutscher Motorradrennfahrer
- Hallmen, Martina (* 1959), deutsche Hockeyspielerin
- Hallmeyer, Rudolf (1908–1943), deutscher Kommunist und Widerstandskämpfer

### Hallo
- Hallo, Rudolf (1898–1933), deutscher Kunsthistoriker
- Hallo, William W. (1928–2015), US-amerikanischer Altorientalist
- Hallock, Ben (* 1997), US-amerikanischer Wasserballspieler
- Hallock, Gerard (1905–1996), US-amerikanischer Eishockeyspieler
- Hallock, John junior (1783–1840), US-amerikanischer Jurist und Politiker
- Hallock, Richard T. (1906–1980), US-amerikanischer Altorientalist
- Hallof, Jochen (* 1957), deutscher Ägyptologe, Sudanarchäologe und Meroitist
- Hallof, Klaus (* 1957), deutscher Epigraphiker
- Halloran, Belinda (* 1976), australische Duathletin und Triathletin
- Halloran, Ben (* 1992), australischer Fußballspieler
- Halloun, Moïn, palästinensischer Arabist und Semitist
- Halloway, Ransom († 1851), US-amerikanischer Politiker
- Hallowell, A. Irving (1892–1974), US-amerikanischer Wirtschaftswissenschaftler und Kulturanthropologe
- Hallowell, Anna (1831–1905), US-amerikanische Abolitionistin und Bildungsreformerin
- Hallowell, Edward (1808–1860), US-amerikanischer Herpetologe
- Hallowell, Edwin (1844–1916), US-amerikanischer Politiker
- Hallowell, Norwood (1909–1979), US-amerikanischer Mittelstreckenläufer
- Hallowell, Susan (1835–1911), US-amerikanische Botanikerin und Hochschullehrerin
- Hallows, Bert, englischer Fußballspieler
- Hallows, Jack (1907–1963), englischer Fußballspieler
- Hallows, Norman (1886–1968), britischer Mittelstreckenläufer
- Hallows, Paul (* 1950), englischer Fußballspieler

### Hallp
- Hallpap, Peter (1941–2020), deutscher Chemiker

### Halls
- Halls, Clara (1895–1997), US-amerikanische Lehrerin und Politikerin
- Hallstein, Ingeborg (* 1936), deutsche Opernsängerin (Koloratursopran)
- Hallstein, Walter (1901–1982), deutscher Politiker (CDU), MdB und Jurist
- Hallstein, Willy (1887–1923), deutscher Karikaturist, Radierer, Zeichner und Plakatkünstler
- Hallström, Ivar (1826–1901), schwedischer Komponist
- Hallström, Lasse (* 1946), schwedischer FilmregisseurLasse Hallström (* 1946)

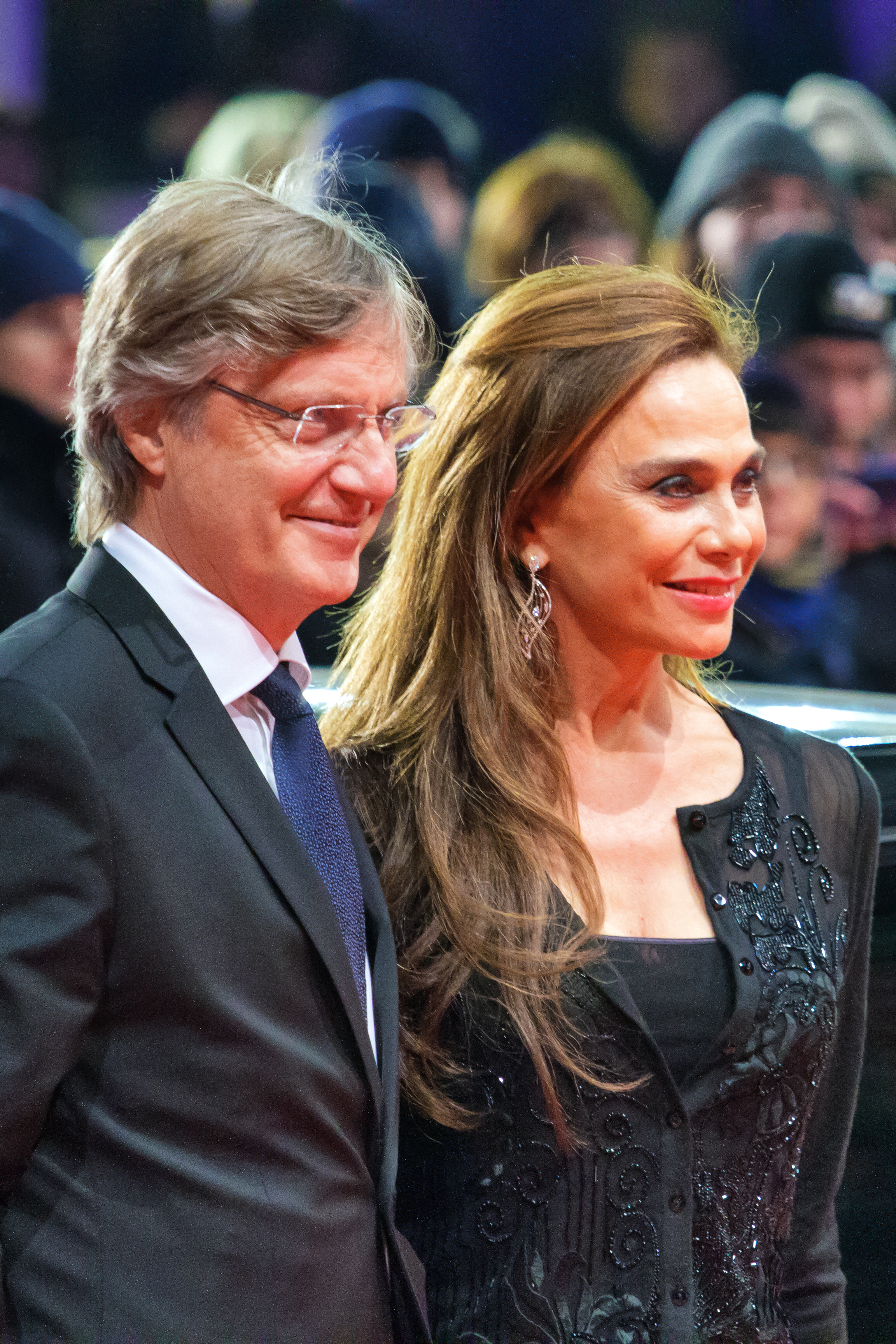
Lasse Hallström (* 1946)

- Hallström, Per (1866–1960), schwedischer Schriftsteller
- Hallström, Simon (* 1991), schwedischer Biathlet und Skilangläufer

### Hallu
- Hallum, Robert († 1417), Bischof von Salisbury (1407–1417)
- Ḫallušu-Inšušinak, elamischer König
- Hallutaš-Inšušinak, elamitischer König
- Hallutuš-Inšušinak, elamitischer König

### Hallv
- Hallvard Gråtopp, norwegischer Aufständischer

### Hallw
- Hallwachs, Friedrich (1779–1836), deutscher Landrat
- Hallwachs, Friedrich (1829–1886), nationalliberaler hessischer Politiker
- Hallwachs, Georg (1751–1797), deutscher Amtmann
- Hallwachs, Georg (1788–1843), nationalliberaler hessischer Politiker
- Hallwachs, Hans Peter (1938–2022), deutscher SchauspielerHans Peter Hallwachs (1938–2022)

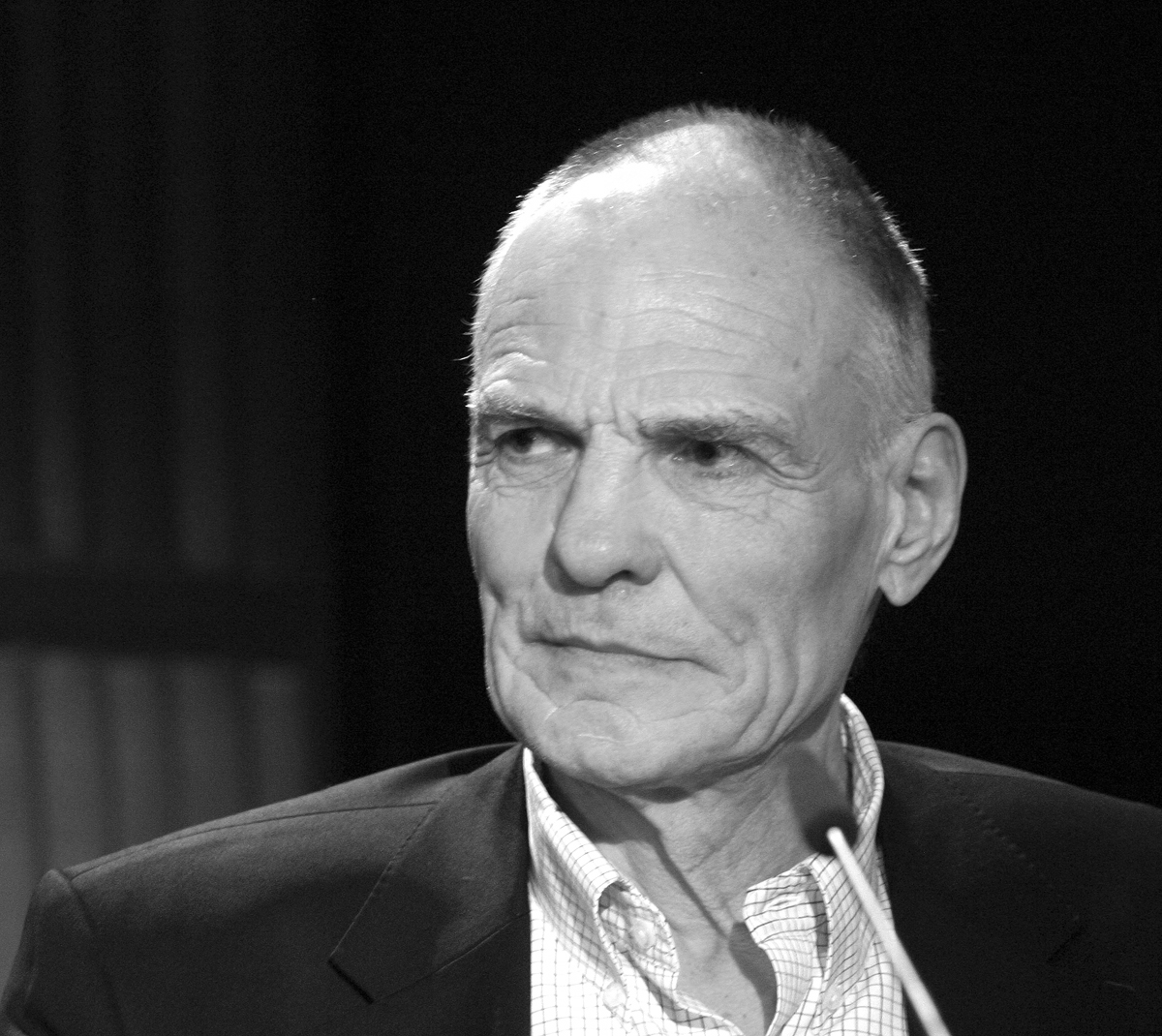
Hans Peter Hallwachs (1938–2022)

- Hallwachs, Johann Konrad (1718–1789), deutscher Amtmann
- Hallwachs, Johann Michael (1690–1738), Jurist, evangelischer Theologe, Historiker und Philosoph sowie Hochschullehrer
- Hallwachs, Ludwig (1826–1903), Landtagsabgeordneter Großherzogtum Hessen
- Hallwachs, Theodor Wilhelm Georg (1812–1860), deutscher Politiker
- Hallwachs, Wilhelm (1786–1860), deutscher Politiker und Staatsminister im Großherzogtum Hessen
- Hallwachs, Wilhelm (1859–1922), deutscher Physiker
- Hallwas, Rainer (1930–2021), deutscher Fußballspieler
- Hallwaxx, Andy (1967–2023), österreichischer Schauspieler, Theaterregisseur und -autor
- Hallweil, Ferdinand von († 1773), Bischof der Diözese Wiener Neustadt
- Hallweil, Franz Anton von († 1779), habsburgischer General und Hofkriegsrat
- Hallweil, Franz Michael von (1674–1749), habsburgischer Staats- und Hofbeamter
- Hallweil, Maria Anna von (1717–1784), österreichische Guts- und Schlossbesitzerin
- Hallwich, Hermann (1838–1913), böhmischer Historiker, Volkswirt und Politiker
- Hallwil, Franziska Romana von (1758–1836), österreichisch-schweizerische Adlige
- Hallwil, Johann Abraham von (1746–1779), Schweizer Offizier und Schlossherr
- Hallworth, Steven (* 1995), englischer Snookerspieler
- Hallwyl, Friedrich Ludwig von (1644–1684), Schweizer Offizier, zuletzt Schweizer Generalmajor in kaiserlichen Diensten
- Hallwyl, Hans von († 1504), Offizier
- Hallwyl, Hans von (1835–1909), Schweizer Politiker
- Hallwyl, Johann Georg von (1555–1604), Bischof von Konstanz
- Hallwyl, Johann Rudolf von († 1527), Domherr und Dompropst in Basel, Propst des Kollegiatstifts Saint-Ursanne
- Hallwyl, Thüring II. von, Herr von Hallwyl
- Hallwyl, Thüring III. von (1427–1469), Herr von Hallwyl
- Hallwyl, Wilhelmina von (1844–1930), schwedische Gräfin

### Hally
- Hally, Janice (* 1959), schottische Schriftstellerin
- Hallyday, David (* 1966), französischer Songwriter, Musiker und Autorennfahrer
- Hallyday, Johnny (1943–2017), französischer Sänger, Songwriter und SchauspielerJohnny Hallyday (1943–2017)

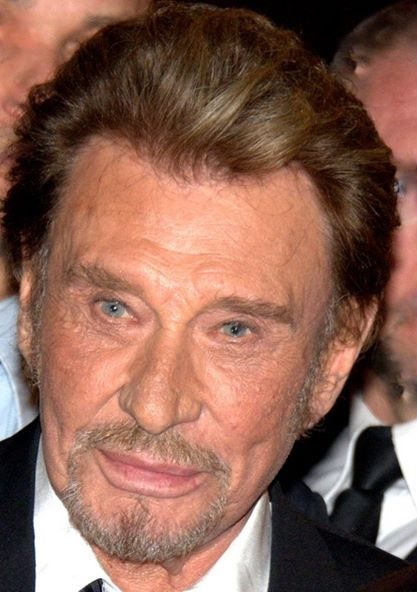
Johnny Hallyday (1943–2017)